# Lista odcinków serialu Dr House
Dr House (ang. House; House, M.D.) – amerykański medyczny serial telewizyjny produkowany dla stacji telewizyjnej FOX, który zadebiutował na antenie 16 listopada 2004 roku.
Głównym bohaterem serialu jest amerykański lekarz Gregory House. W każdym odcinku dr House, wraz ze swoim zespołem (w pierwszych trzech seriach to lekarze Allison Cameron, Robert Chase i Eric Foreman, od czwartej serii Eric Foreman, Chris Taub, Lawrence Kutner oraz Remy Hadley, znana jako „Trzynastka”, od 6 serii Chris Taub, Eric Foreman, Remy Hadley i z powrotem Robert Chase, od 7 serii Chris Taub, Eric Foreman, Robert Chase i Martha M. Masters, a w ósmej serii Jessica Adams, Taub, Chase i Chi Park), próbuje zdiagnozować i wyleczyć pacjentów, którzy trafiają do szpitala z rozmaitymi objawami, niewyjaśnionymi wcześniej przez innych lekarzy. Ważną częścią fabuły serialu jest prywatne życie House’a oraz członków jego zespołu lekarskiego, a także układy interpersonalne panujące w szpitalu.

## Sezony
| Serie | Serie | Odcinki | Daty premier        | Daty premier | Oglądalność USA (w milionach) | Ranking (USA)  | Ranking (USA) | Ranking (USA)  |
| Serie | Serie | Odcinki | Premiera serii      | Finał serii  | Oglądalność USA (w milionach) | Ogólny ranking | 18–49         | 18–49          |
| Serie | Serie | Odcinki | Premiera serii      | Finał serii  | Oglądalność USA (w milionach) | Ogólny ranking | Ranking       | Ranking/udział |
| ----- | ----- | ------- | ------------------- | ------------ | ----------------------------- | -------------- | ------------- | -------------- |
|       | 1     | 22      | 16 listopada 2004   | 24 maja 2005 | 13.3                          | #24            | #20           | 5.2/13         |
|       | 2     | 24      | 13 września 2005    | 23 maja 2006 | 17.3                          | #10            | #6            | 6.8/16         |
|       | 3     | 24      | 5 września 2006     | 29 maja 2007 | 19.4                          | #7             | –             | –              |
|       | 4     | 16      | 25 września 2007    | 19 maja 2008 | 17.6                          | #7             | –             | –              |
|       | 5     | 24      | 16 września 2008    | 11 maja 2009 | 13.45                         | #16            | –             | –              |
|       | 6     | 22      | 21 września 2009    | 17 maja 2010 | do ogłoszenia                 | do ogłoszenia  | –             | –              |
|       | 7     | 23      | 20 września 2010    | 23 maja 2011 | do ogłoszenia                 | do ogłoszenia  | –             | –              |
|       | 8     | 22      | 3 października 2011 | 21 maja 2012 | do ogłoszenia                 | do ogłoszenia  | –             | –              |

Serial zadebiutował na antenie 16 listopada 2004 roku. Osiągnął 19.4 miliona widzów, w trzeciej serii zajął siódmą pozycję w rankingu najchętniej oglądanych programów telewizyjnych. W drugiej serii zajął także trzecią pozycję w rankingu najchętniej oglądanych programów przez osoby w wieku 18–49 lat.

## Odcinki

### Seria 1 (2004–2005)
Premiera serii pierwszej nastąpiła 16 listopada 2004 r., a finał serii został wyemitowany 24 maja 2005.
Oglądalność wynosiła 13,3 mln widzów, natomiast seria osiągnęła 24. miejsce w ogólnym rankingu seriali w USA, zaś 20. miejsce w przedziale wiekowym 18-49.
| № | #  | Tytuł                | Tytuł polski         | Reżyseria             | Scenariusz                       | Premiera (Fox)    | Premiera w Polsce (TVP2) |
| --- | -- | -------------------- | -------------------- | --------------------- | -------------------------------- | ----------------- | ------------------------ |
| 1 | 1  | Pilot Everybody Lies | Pilot Wszyscy kłamią | Bryan Singer          | David Shore                      | 16 listopada 2004 | 6 września 2007          |
| Przedszkolanka Rebecca podczas zajęć z dziećmi ma problemy z mówieniem, a następnie dostaje drgawek. Wilson poleca przypadek House’owi, mówiąc że jest to jego kuzynka. Ten podejrzewa guz mózgu, lecz okazuje się, że jest to inna choroba. Rozpoczyna się długi proces diagnozy, w którym House i jego ekipa odrzucają kolejne możliwości. House nakazuje Foremanowi włamać się do domu pacjentki. Tymczasem Cuddy wstrzymuje nakazane przez Gregory’ego leczenie sterydami, a przedszkolanka wkrótce traci wzrok i zatrzymuje się jej akcja serca. Wilson przekazuje przyjacielowi, że pacjentka chce umrzeć. Ten próbuje przekonać pacjentkę, by się leczyła, jednak bezskutecznie. Wówczas Chase przeprowadza RTG, które wykazuje obecność tasiemca. Przedszkolanka postanawia przyjąć leki. Wkrótce Rebecca zdrowieje i odwiedzają ją jej wychowankowie. Rozpoznanie ostateczne: wągrzyca. |    |                      |                      |                       |                                  |                   |                          |
| 2 | 2  | Paternity            | Ojcostwo             | Peter O’Fallon        | Lawrence Kaplow                  | 23 listopada 2004 | 13 września 2007         |
| 16-letni gracz lacrosse imieniem Dan traci przytomność podczas meczu. Staje się pacjentem House’a po tym, kiedy zauważa on u niego odruch kloniczny w trakcie badania w klinice. Wśród objawów są nocne lęki i podwójne widzenie. Po krótkiej rozmowie Gregory stwierdza, że Dan jest wykorzystywany seksualnie. Pacjent zaczyna mieć coraz poważniejsze objawy, a kolejne diagnozy są odrzucane. Tymczasem House zakłada się z zespołem o 100$, czy opiekun chłopca jest rzeczywiście jego biologicznym ojcem. Cuddy przyłącza się do zakładu, przegrany wyjedzie na sympozjum. House wykonuje badanie DNA na podstawie śliny ojca i okazuje się wkrótce, że Dan jest adoptowany i że doskonale o tym wiedział. Zdenerwowany lekarz robi wyrzuty rodzicom, że nie powiedzieli im o tym, gdyż mogło to przyspieszyć leczenie. W przychodni House spotyka mężczyznę, który chce pozwać sąd o szkody moralne i młodą matkę nie wierzącą w szczepienia. Cuddy mówi Gregory’emu, iż uzna zakład za wygrany, jeśli House pokryje koszty badania DNA. Rozpoznanie ostateczne: podostre stwardniające zapalenie mózgu. |    |                      |                      |                       |                                  |                   |                          |
| 3 | 3  | Occam’s Razor        | Brzytwa Ockhama      | Bryan Singer          | David Shore                      | 30 listopada 2004 | 20 września 2007         |
| Brandon podczas uprawiania seksu ze swoją dziewczyną ma zapaść. Ląduje w szpitalu, gdzie zajmuje się nim dr House po namowie Wilsona. House ze swoim zespołem próbuje postawić diagnozę, Chase proponuje zakażenie Yersiną, co obala Foreman, ponieważ wtedy nie występuje wysypka i kaszel. Foreman zaś proponuje zapalenie stawów, co obala Cameron, ponieważ wtedy nie byłoby problemów z ciśnieniem krwi. Cameron proponuje Alergię, a Chase raka. Do gry wkracza House, który rzuca na stół słownik z chorobami i stwierdza, że zanim znajdą przyczynę ciśnienie krwi zabije pacjenta i każe go leczyć na sepsę oraz wykonać badania kory mózgowej i echokardiogram. Rozpoznanie ostateczne: zatrucie kolchicyną. |    |                      |                      |                       |                                  |                   |                          |
| 4 | 4  | Maternity            | Macierzyństwo        | Newton Thomas Sigel   | Peter Blake                      | 7 grudnia 2004    | 27 września 2007         |
| W szpitalu zaczynają chorować dwa noworodki. Przyszły na świat w różnych salach porodowych i przebywają w innych pokojach, ale dr House podejrzewa, że w szpitalu jest ognisko infekcji i rozszerza się panująca epidemia. Rodzice wymyślają imię dla swojej nowo narodzonej córki. W tym czasie dziecko dwa razy wymiotuje, a następnie ma atak padaczkowy. Cuddy zgadza się zamknąć porodówkę dopiero po wykryciu następnych przypadków. Stan dzieci szybko się pogarsza. Lekarze muszą podjąć decyzję o sposobie leczenia, choć przyczyna choroby jest nieznana. Młoda, wysportowana kobieta ma nudności i przybiera na wadze. Dr House wykrywa u niej szczególny rodzaj pasożyta. Rozpoznanie ostateczne: echowirus typu 11. |    |                      |                      |                       |                                  |                   |                          |
| 5 | 5  | Damned If You Do     | Kara boska           | Greg Yaitanes         | Sara B. Cooper                   | 14 grudnia 2004   | 4 października 2007      |
| Do szpitalnej przychodni trafia zakonnica ze zmianami na dłoniach, które uważa za stygmaty. Podanie laku przeciwuczuleniowego doprowadza do zatrzymania krążenia. Jeżeli siostra nie wróci do zdrowia, dyrektor Lisa Cuddy będzie musiała zawiadomić władze o błędzie lekarskim popełnionym przez dr. House’a. Mimo stosowania różnych metod stan zakonnicy pogarsza się. Okazuje się, że lekarze i pielęgniarki mają różne poglądy na temat choroby i życia. Zderzenie odmiennych opinii wznieca dyskusje i prowadzi do przemyśleń. Rozpoznanie ostateczne: Reakcja alergiczna na miedź. |    |                      |                      |                       |                                  |                   |                          |
| 6 | 6  | The Socratic Method  | Metoda sokratejska   | Peter Medak           | John Mankiewicz                  | 21 grudnia 2004   | 11 października 2007     |
| Kwestie rodzinne zaczynają odgrywać pierwszorzędną rolę, gdy House zaczyna interesować się przypadkiem schizofrenii pewnej kobiety i jej oddanego syna, który jest podejrzewany o przesadne leczenie niedomagającej matki. Rozpoznanie ostateczne: rak wątrobowokomórkowy, choroba Wilsona, niedobór witaminy K. |    |                      |                      |                       |                                  |                   |                          |
| 7 | 7  | Fidelity             | Wierność             | Bryan Spicer          | Thomas L. Moran                  | 28 grudnia 2004   | 18 października 2007     |
| Gdy pewna pacjentka łapie rzadką afrykańską chorobę objawiającą się śpiączką, którą zarazić się można jedynie poprzez kontakty seksualne, dochodzi do istnej zabawy w kotka i myszkę, ponieważ ani ona, ani jej mąż nie chcą się przyznać do skoków w bok. Rozpoznanie ostateczne: śpiączka afrykańska. |    |                      |                      |                       |                                  |                   |                          |
| 8 | 8  | Poison               | Trucizna             | Guy Ferland           | Matt Witten                      | 25 stycznia 2005  | 25 października 2007     |
| Rozpoznanie ostateczne: zatrucie mevinfosem, w odcinku użyto nazwy handlowej fosdrin (phosdrin). |    |                      |                      |                       |                                  |                   |                          |
| 9 | 9  | DNR                  | Nie reanimować       | Frederick King Keller | David Foster                     | 1 lutego 2005     | 1 listopada 2007         |
| Rozpoznanie ostateczne: malformacja tętniczo-żylna |    |                      |                      |                       |                                  |                   |                          |
| 10 | 10 | Histories            | Historie             | Dan Attias            | Joel Thompson                    | 8 lutego 2005     | 8 listopada 2007         |
| Rozpoznanie ostateczne: wścieklizna i gruźlica |    |                      |                      |                       |                                  |                   |                          |
| 11 | 11 | Detox                | Detoks               | Nelson McCormick      | Lawrence Kaplow, Thomas L. Moran | 15 lutego 2005    | 22 listopada 2007        |
| Rozpoznanie ostateczne: zatrucie naftalenem. |    |                      |                      |                       |                                  |                   |                          |
| 12 | 12 | Sports Medicine      | Medycyna sportowa    | Keith Gordon          | John Mankiewicz, David Shore     | 22 lutego 2005    | 29 listopada 2007        |
| Rozpoznanie ostateczne: zatrucie kadmem. |    |                      |                      |                       |                                  |                   |                          |
| 13 | 13 | Cursed               | Przeklęty            | Daniel Sackheim       | Matt Witten, Peter Blake         | 1 marca 2005      | 6 grudnia 2007           |
| Rozpoznanie ostateczne: wąglik i trąd. |    |                      |                      |                       |                                  |                   |                          |
| 14 | 14 | Control              | Opanowanie           | Randy Zisk            | Lawrence Kaplow                  | 15 marca 2005     | 13 grudnia 2007          |
| Rozpoznanie ostateczne: niewydolność serca wywołana przez bulimię i regularne zażywanie syropu z ipekakuany |    |                      |                      |                       |                                  |                   |                          |
| 15 | 15 | Mob Rules            | Mafia rządzi         | Tim Hunter            | David Foster, John Mankiewicz    | 22 marca 2005     | 20 grudnia 2007          |
| Rozpoznanie ostateczne: niedobór karbamylotransferazy ornitynowej |    |                      |                      |                       |                                  |                   |                          |
| 16 | 16 | Heavy                | Grubaska             | Fred Gerber           | Thomas L. Moran                  | 29 marca 2005     | 27 grudnia 2007          |
| Rozpoznanie ostateczne: zespół Cushinga |    |                      |                      |                       |                                  |                   |                          |
| 17 | 17 | Role Model           | Wzór do naśladowania | Peter O’Fallon        | Matt Witten                      | 12 kwietnia 2005  | 3 stycznia 2008          |
| Rozpoznanie ostateczne: Toksoplazmoza w mózgu z powodu niedoboru odporności spowodowanego przez leki do zwalczania ataków padaczki (fenytoina), używanego w dzieciństwie w połączeniu z obecnością wirusa Epsteina-Barra. |    |                      |                      |                       |                                  |                   |                          |
| 18 | 18 | Babies & Bathwater   | Niemowlę             | Bill Johnson          | Peter Blake, David Shore         | 19 kwietnia 2005  | 10 stycznia 2008         |
| Rozpoznanie ostateczne: zespół Lamberta-Eatona w następstwie drobnokomórkowego raka płuc |    |                      |                      |                       |                                  |                   |                          |
| 19 | 19 | Kids                 | Dzieci               | Deran Sarafian        | Thomas L. Moran, Lawrence Kaplow | 3 maja 2005       | 17 stycznia 2008         |
| Rozpoznanie ostateczne: zakrzepowa plamica małopłytkowa w następstwie ciąży |    |                      |                      |                       |                                  |                   |                          |
| 20 | 20 | Love Hurts           | Bolesna miłość       | Bryan Spicer          | Sara B. Cooper                   | 10 maja 2005      | 24 stycznia 2008         |
| Rozpoznanie ostateczne: ropne zapalenie kości i szpiku |    |                      |                      |                       |                                  |                   |                          |
| 21 | 21 | Three Stories        | Trzy historie        | Paris Barclay         | David Shore                      | 17 maja 2005      | 31 stycznia 2008         |
| Do szpitala przyjeżdża była partnerka House’a Warner. Gregory bardzo boleśnie przeżył rozpad ich związku. Ona prosi go o pomoc, ponieważ jej mąż jest chory i inni lekarze nie mogą mu pomóc. Cuddy zmusza House’a do wygłoszenia wykładu dla studentów. Ten chce rozwinąć u studentów logiczne diagnozowanie, opowiadając o trzech przypadkach bólu nogi. Ukazane jest to w formie retrospekcji, w których występują: siatkarka, golfistka (w tej roli Carmen Electra), która później okazuje się House’em oraz farmer. Rozpoznanie ostateczne: kostniakomięsak (siatkarka), zawał mięśnia trójgłowego (House) i zakażenie paciorkowcem (farmer). |    |                      |                      |                       |                                  |                   |                          |
| 22 | 22 | Honeymoon            | Miesiąc miodowy      | Frederick King Keller | Lawrence Kaplow, John Mankiewicz | 24 maja 2005      | 7 lutego 2008            |
| Rozpoznanie ostateczne: porfiria ostra przerywana |    |                      |                      |                       |                                  |                   |                          |

### Seria 2 (2005–2006)
| № | #  | Tytuł                  | Tytuł polski              | Reżyseria         | Scenariusz                                          | Premiera (Fox)    | Premiera w Polsce (TVP2) |
| --- | -- | ---------------------- | ------------------------- | ----------------- | --------------------------------------------------- | ----------------- | ------------------------ |
| 23 | 1  | Acceptance             | Akceptacja                | Dan Attias        | Russel Friend, Garrett Lerner                       | 13 września 2005  | 14 lutego 2008           |
| Rozpoznanie ostateczne: zatrucie metanolem i guz chromochłonny (Clarence) i rak płuca (Cindy) |    |                        |                           |                   |                                                     |                   |                          |
| 24 | 2  | Autopsy                | Sekcja zwłok              | Deran Sarafian    | Lawrence Kaplow                                     | 20 września 2005  | 21 lutego 2008           |
| Rozpoznanie ostateczne: zakrzepica żył głębokich |    |                        |                           |                   |                                                     |                   |                          |
| 25 | 3  | Humpty Dumpty          | Wańka wstańka             | Dan Attias        | Matt Witten                                         | 27 września 2005  | 28 lutego 2008           |
| Rozpoznanie ostateczne: zapalenie wsierdzia w następstwie ornitozy |    |                        |                           |                   |                                                     |                   |                          |
| 26 | 4  | TB or Not TB           | Gruźlica czy nie gruźlica | Peter O’Fallon    | David Foster                                        | 1 listopada 2005  | 6 marca 2008             |
| Rozpoznanie ostateczne: gruczolak wysepkowatokomórkowy i gruźlica |    |                        |                           |                   |                                                     |                   |                          |
| 27 | 5  | Daddy’s Boy            | Ukochany syn              | Greg Yaitanes     | Thomas L. Moran                                     | 8 listopada 2005  | 13 marca 2008            |
| Rozpoznanie ostateczne: naczyniak jamisty i choroba popromienna |    |                        |                           |                   |                                                     |                   |                          |
| 28 | 6  | Spin                   | Sportowiec                | Fred Gerber       | Sara Hess                                           | 15 listopada 2005 | 20 marca 2008            |
| Rozpoznanie ostateczne: zator gazowy, wybiórcza aplazja czerwonokrwinkowa, grasiczak i miastenia |    |                        |                           |                   |                                                     |                   |                          |
| 29 | 7  | Hunting                | Polowanie                 | Gloria Muzio      | Liz Friedman                                        | 22 listopada 2005 | 27 marca 2008            |
| Rozpoznanie ostateczne: bąblowica |    |                        |                           |                   |                                                     |                   |                          |
| 30 | 8  | The Mistake            | Błąd                      | David Semel       | Peter Blake                                         | 29 listopada 2005 | 17 kwietnia 2008         |
| Rozpoznanie ostateczne: choroba Behçeta, następnie wirusowe zapalenie wątroby typu C i rak wątrobowokomórkowy z przeszczepu wątroby |    |                        |                           |                   |                                                     |                   |                          |
| 31 | 9  | Deception              | Podstęp                   | Deran Sarafian    | Michael R. Perry                                    | 13 grudnia 2005   | 8 maja 2008              |
| Pewna hazardzistka traci przytomność podczas wyścigów konnych. Zostaje pacjentką House’a. Wkrótce wychodzi na jaw, że kobieta sama wywołuje u siebie różne objawy, by być leczoną. Cameron, by to sprawdzić, zostawia jej fiolkę z antybiotykiem. Pacjentka połyka go. Zespół bagatelizuje objawy wskazujące na Zespół Münchhausena. House przeprowadza jej rozmowę, w której przyznaje się, że jej matka była chora na stwardnienie rozsiane i była przez to rozpieszczana. Po wyleczeniu, pacjentka nadal korzysta z porad różnych lekarzy. Rozpoznanie ostateczne: clostridium perfringens i zespół Münchhausena |    |                        |                           |                   |                                                     |                   |                          |
| 32 | 10 | Failure to Communicate | Trudności z komunikacją   | Jace Alexander    | Doris Egan                                          | 10 stycznia 2006  | 15 maja 2008             |
| Do szpitala trafia mężczyzna, który po urazie głowy cierpi na problemy z mową i agrafię. Wkrótce jego stan się pogarsza, przestają działać niektóre organy. Mężczyzna porozumiewa się jedynie za pomocą słów „tak” i „nie”. Gdy próbuje powiedzieć coś innego, wypowiada słowa podobne znaczeniowo lub w wymowie. Przyznaje się, że brał lekkie narkotyki i alkohol. Wkrótce okazuje się, że w jego mózgu jest blizna. Tymczasem House i Stacy przebywają w podróży służbowej w Baltimore. House musi wytłumaczyć nieuzasadnione użycie różnych lekarstw. Pracownik służby zdrowia nie jest zachwycony zachowaniem House’a, jednak ratuje go Stacy. Okazuje się, że ta sprawdziła kiedy odlatuje samolot Grega, by lecieć innym. Jednak wszystkie loty zostają przesunięte ze względu na złą pogodę. Stacy wynajmuje pokój w lotniskowym hotelu i zaprasza do niego House’a by nie spał na rozłożonych na lotnisku leżankach. Lekarza intryguje, dlaczego była partnerka nie ma na szyi swojego krzyżyka, który zawsze nosi. Ona mówi mu, że pokłóciła się z Markiem i zapomniała zabrać go z domu. Gregory i Stacy całują się. Przerywa im telefon ze szpitala. House próbuje rozgryźć co oznaczają wypowiedziane przez pacjenta słowa o niedźwiedziu i mrozie. Wkrótce dzwoni do ekipy i mówi, że pacjent był w Ameryce Południowej by poddać się eksperymentalnej operacji mózgu i zaraził się tam malarią. Rozpoznanie ostateczne: zaburzenia afektywne dwubiegunowe i malaria |    |                        |                           |                   |                                                     |                   |                          |
| 33 | 11 | Need to Know           | Lepiej nie wiedzieć       | David Semel       | Pamela Davis                                        | 7 lutego 2006     | 22 maja 2008             |
| Margo, młoda gospodyni domowa, przyjmująca leki na bezpłodność, trafia do szpitala, po tym jak przez niekontrolowane wymachiwanie rękami, powoduje wypadek samochodowy. Objawy Margo pogarszają się, lekarzom wydaje się, że przyczyną może być choroba Huntingtona. Kiedy jednak kobieta zaczyna majaczyć, pojawiają się u niej ślady paranoi. House i spółka jeszcze raz przekonują się, że nie wszyscy mówią prawdę. Po powrocie z Baltimore House i Stacy odnawiają swój związek. Wilson martwi się o House’a, i obawia się, że przyjaciel znowu pakuje się w emocjonalne tarapaty. Cameron nie chce odebrać swoich testów na obecność wirusa HIV. Rozpoznanie ostateczne: skutki uboczne zażywania ritalinu i gruczolak wątrobowokomórkowy spowodowany tabletkami antykoncepcyjnymi |    |                        |                           |                   |                                                     |                   |                          |
| 34 | 12 | Distractions           | Rozrywki                  | Dan Attias        | Lawrence Kaplow                                     | 14 lutego 2006    | 29 maja 2008             |
| Rozpoznanie ostateczne: zespół serotoninowy |    |                        |                           |                   |                                                     |                   |                          |
| 35 | 13 | Skin Deep              | Ważne jest wnętrze        | Jim Hayman        | Russel Friend, Garrett Lerner, David Shore          | 20 lutego 2006    | 5 czerwca 2008           |
| Rozpoznanie ostateczne: zespół niewrażliwości na androgeny i rak jądra |    |                        |                           |                   |                                                     |                   |                          |
| 36 | 14 | Sex Kills              | Seks zabija               | David Semel       | Matt Witten                                         | 7 marca 2006      | 12 czerwca 2008          |
| Rozpoznanie ostateczne: bruceloza (Henry) i zespół Fitz-Hugh-Curtisa w następstwie rzeżączki (Laura) |    |                        |                           |                   |                                                     |                   |                          |
| 37 | 15 | Clueless               | W kropce                  | Deran Sarafian    | Thomas L. Moran                                     | 28 marca 2006     | 19 czerwca 2008          |
| Rozpoznanie ostateczne: zatrucie auranofiną (aurotiojabłczan sodu) |    |                        |                           |                   |                                                     |                   |                          |
| 38 | 16 | Safe                   | Pod dobrą opieką          | Felix Alcala      | Peter Blake                                         | 4 kwietnia 2006   | 4 września 2008          |
| Rozpoznanie ostateczne: porażenie kleszczowe |    |                        |                           |                   |                                                     |                   |                          |
| 39 | 17 | All In                 | Sprawdzam                 | Fred Gerber       | David Foster                                        | 11 kwietnia 2006  | 11 września 2008         |
| Rozpoznanie ostateczne: choroba Erdheima-Chestera |    |                        |                           |                   |                                                     |                   |                          |
| 40 | 18 | Sleeping Dogs Lie      | Sen sprawiedliwej         | Greg Yaitanes     | Sara Hess                                           | 18 kwietnia 2006  | 18 września 2008         |
| Rozpoznanie ostateczne: dżuma |    |                        |                           |                   |                                                     |                   |                          |
| 41 | 19 | House vs. God          | House kontra Bóg          | John F. Showalter | Doris Egan                                          | 25 kwietnia 2006  | 25 września 2008         |
| Rozpoznanie ostateczne: stwardnienie guzowate i zakażenie opryszczkowe |    |                        |                           |                   |                                                     |                   |                          |
| 42 | 20 | Euphoria (1)           | Euforia – część 1         | Deran Sarafian    | Matthew V. Lewis                                    | 2 maja 2006       | 2 października 2008      |
| Rozpoznanie ostateczne: wstępnie choroba legionistów, jednak nie jest to pełna diagnoza |    |                        |                           |                   |                                                     |                   |                          |
| 43 | 21 | Euphoria (2)           | Euforia – część 2         | Deran Sarafian    | Russel Friend, Garrett Lerner, David Shore          | 3 maja 2006       | 9 października 2008      |
| Rozpoznanie ostateczne: choroba legionistów i neglerioza wywołana przez naegleria fowleri |    |                        |                           |                   |                                                     |                   |                          |
| 44 | 22 | Forever                | Na wieki wieków           | Daniel Sackheim   | Liz Friedman                                        | 9 maja 2006       | 23 października 2008     |
| Rozpoznanie ostateczne: pelagra, celiakia i chłoniak MALT |    |                        |                           |                   |                                                     |                   |                          |
| 45 | 23 | Who’s Your Daddy?      | Kto jest twoim tatą       | Martha Mitchell   | John Mankiewicz, Lawrence Kaplow, Charles M. Duncan | 16 maja 2006      | 30 października 2008     |
| Rozpoznanie ostateczne: hemochromatoza i mukormykoza |    |                        |                           |                   |                                                     |                   |                          |
| 46 | 24 | No Reason              | Bez powodu                | David Shore       | Lawrence Kaplow, David Shore                        | 23 maja 2006      | 6 listopada 2008         |
| Rozpoznanie ostateczne: nie ma diagnozy (prawie cały odcinek był halucynacją Housa) |    |                        |                           |                   |                                                     |                   |                          |

### Seria 3 (2006–2007)
| № | #  | Tytuł                  | Tytuł polski                 | Reżyseria                                                   | Scenariusz           | Premiera (Fox)       | Premiera w Polsce (TVP2) |
| --- | -- | ---------------------- | ---------------------------- | ----------------------------------------------------------- | -------------------- | -------------------- | ------------------------ |
| 47 | 1  | Meaning                | Sens życia                   | Lawrence Kaplow, David Shore, Russel Friend, Garrett Lerner | Deran Sarafian       | 5 września 2006      | 13 listopada 2008        |
| Po powrocie do pracy po postrzale, House bierze 2 przypadki naraz: Richarda, sparaliżowanego po operacji nowotworu mózgu mężczyznę, który wjechał do basenu swoim wózkiem, i Caren, młodą kobietę sparaliżowaną od głowy w dół po sesji jogi. Zespół zauważa wyraźne zmiany House'a w stosunku do pacjentów. Rozpoznanie ostateczne: choroba Addisona (Richard) i szkorbut (Caren) |    |                        |                              |                                                             |                      |                      |                          |
| 48 | 2  | Cain & Abel            | Kain i Abel                  | Lawrence Kaplow, David Shore, Russel Friend, Garrett Lerner | Daniel Sackheim      | 12 września 2006     | 20 listopada 2008        |
| Siedmioletni Clancy zostaje przyjęty do szpitala z krwawieniem z odbytu. Twierdzi, że jest on prześladowany przez kosmitów, którzy chcą go porwać. Chłopiec utrzymuje również, że w jego szyi umieszczono chip, który pozwala kosmitom zlokalizować jego pozycję. Zespół prowadzi różne badania, których wyniki są jednak różne. Największy szok wywołuje na wszystkich wynik badania DNA – Clancy ma 2 różne grupy DNA. Jednak House po dłuższym zastanowieniu postawia diagnozę, która tłumaczy wszystkie objawy. Rozpoznanie ostateczne: chimeryzm                                                      |    |                        |                              |                                                             |                      |                      |                          |
| 49 | 3  | Informed Consent       | Świadoma zgoda               | David Foster                                                | Laura Innes          | 19 września 2006     | 27 listopada 2008        |
| Nowym pacjentem Housa jest Ezra Powell (Joel Grey), znany pionier badań medycznych, który traci przytomność w swoim laboratorium. Zespół nie jest w stanie wymyslić miarodajnego rozpoznania Ezry, którego stan ciągle się pogarsza. Naukowiec prosi Housa i zespół, aby pomogli mu zakończyć jego życie, ale wszyscy mają swoje własne opinie na temat prośby Ezry, tym bardziej że wyleczenie go ciągle jest możliwe. Tymczasem nastoletnia córka (Leighton Meester) pacjenta House’a z kliniki zaczyna go prześladować. Rozpoznanie ostateczne: niewydolność serca spowodowana przez amyloidozę typu AA |    |                        |                              |                                                             |                      |                      |                          |
| 50 | 4  | Lines in the Sand      | Linie na piasku              | David Holselton                                             | Newton Thomas Sigel  | 26 września 2006     | 11 grudnia 2008          |
| Do House’a trafia autystyczny chłopak, z bólem w klatce piersiowej. House prosi Cuddy o zmianę nowej wykładziny na starą. Do przychodni przychodzi ponownie napalona nastoletnia córka pacjenta. Rozpoznanie ostateczne: Baylisarcasis (Adam) i kokcydioidomikoza (Ali) |    |                        |                              |                                                             |                      |                      |                          |
| 51 | 5  | Fools for Love         | Nieszczęśliwa miłość         | Peter Blake                                                 | David Platt          | 31 października 2006 | 11 grudnia 2008          |
| Rozpoznanie ostateczne: dziedziczny obrzęk naczynioruchowy |    |                        |                              |                                                             |                      |                      |                          |
| 52 | 6  | Que Será Será          | Que sera, sera               | Thomas L. Moran                                             | Deran Sarafian       | 7 listopada 2006     | 18 grudnia 2008          |
| Rozpoznanie ostateczne: drobnokomórkowy rak płuc |    |                        |                              |                                                             |                      |                      |                          |
| 53 | 7  | Son of Coma Guy        | Syn gościa w śpiączce        | Doris Egan                                                  | Dan Attias           | 14 listopada 2006    | 18 grudnia 2008          |
| Rozpoznanie ostateczne: zespół MERRF |    |                        |                              |                                                             |                      |                      |                          |
| 54 | 8  | Whac-A-Mole            | Starszy brat                 | Pamela Davis                                                | Daniel Sackheim      | 21 listopada 2006    | 8 stycznia 2009          |
| Rozpoznanie ostateczne: wirusowe zapalenie wątroby typu a i przewlekła choroba ziarniniakowa |    |                        |                              |                                                             |                      |                      |                          |
| 55 | 9  | Finding Judas          | Kto będzie Judaszem          | Sara Hess                                                   | Deran Sarafian       | 28 listopada 2006    | 8 stycznia 2009          |
| Rozpoznanie ostateczne: protoporfiria erytropoetyczna |    |                        |                              |                                                             |                      |                      |                          |
| 56 | 10 | Merry Little Christmas | Wesołych świąt               | Liz Friedman                                                | Tony To              | 12 grudnia 2006      | 15 stycznia 2009         |
| Rozpoznanie ostateczne: histiocytoza z komórek Langerhansa |    |                        |                              |                                                             |                      |                      |                          |
| 57 | 11 | Words and Deeds        | Czyny i słowa                | Leonard Dick                                                | Daniel Sackheim      | 9 stycznia 2007      | 15 stycznia 2009         |
| Rozpoznanie ostateczne: oponiak |    |                        |                              |                                                             |                      |                      |                          |
| 58 | 12 | One Day, One Room      | Pewnego dnia w jakimś pokoju | David Shore                                                 | Juan José Campanella | 30 stycznia 2007     | 22 stycznia 2009         |
| Rozpoznanie ostateczne: chlamydioza i ciąża w wyniku gwałtu |    |                        |                              |                                                             |                      |                      |                          |
| 59 | 13 | Needle in a Haystack   | Igła w stogu siana           | David Foster                                                | Peter O’Fallon       | 6 lutego 2007        | 22 stycznia 2009         |
| Rozpoznanie ostateczne: niestrawiona wykałaczka |    |                        |                              |                                                             |                      |                      |                          |
| 60 | 14 | Insensitive            | Nieczuła                     | Matthew V. Lewis                                            | Deran Sarafian       | 13 lutego 2007       | 29 stycznia 2009         |
| Rozpoznanie ostateczne: bruzdogłowiec szeroki wywołujący niedobór witaminy B12 |    |                        |                              |                                                             |                      |                      |                          |
| 61 | 15 | Half-Wit               | Półgłówek                    | Lawrence Kaplow                                             | Katie Jacobs         | 6 marca 2007         | 29 stycznia 2009         |
| Rozpoznanie ostateczne: choroba Takayasu |    |                        |                              |                                                             |                      |                      |                          |
| 62 | 16 | Top Secret             | Ściśle tajne                 | Thomas L. Moran                                             | Deran Sarafian       | 27 marca 2007        | 5 lutego 2009            |
| Rozpoznanie ostateczne: wrodzona naczyniakowatość krwotoczna |    |                        |                              |                                                             |                      |                      |                          |
| 63 | 17 | Fetal Position         | Pozycja embrionalna          | Russel Friend, Garrett Lerner                               | Matt Shakman         | 3 kwietnia 2007      | 12 lutego 2009           |
| Rozpoznanie ostateczne: uogólniony obrzęk matki (Emma) i wrodzona gruczolakowatość torbielowata płuc (dziecko Emmy) |    |                        |                              |                                                             |                      |                      |                          |
| 64 | 18 | Airborne               | W powietrzu                  | David Hoselton                                              | Elodie Keene         | 10 kwietnia 2007     | 12 lutego 2009           |
| Rozpoznanie ostateczne: choroba dekompresyjna (Peng), zatrucie bromkiem metylu (Fran) i masowa histeria (inni pasażerowie) |    |                        |                              |                                                             |                      |                      |                          |
| 65 | 19 | Act Your Age           | W twoim wieku                | Sara Hess                                                   | Daniel Sackheim      | 17 kwietnia 2007     | 19 lutego 2009           |
| Rozpoznanie ostateczne: przedwczesne pokwitanie spowodowane zewnętrznym dostarczaniem testosteronu |    |                        |                              |                                                             |                      |                      |                          |
| 66 | 20 | House Training         | Pieskie życie                | Doris Egan                                                  | Paul McCrane         | 24 kwietnia 2007     | 19 lutego 2009           |
| Rozpoznanie ostateczne: infekcja gronkowcem złocistym |    |                        |                              |                                                             |                      |                      |                          |
| 67 | 21 | Family                 | Rodzina                      | Liz Friedman                                                | David Straiton       | 1 maja 2007          | 5 marca 2009             |
| Rozpoznanie ostateczne: histoplazmoza |    |                        |                              |                                                             |                      |                      |                          |
| 68 | 22 | Resignation            | Wymówienie                   | Pamela Davis                                                | Martha Mitchell      | 8 maja 2007          | 5 marca 2009             |
| Rozpoznanie ostateczne: infekcja bakteryjna w następstwie próby samobójczej (Addie) i zaburzenia depresyjne (Wilson) |    |                        |                              |                                                             |                      |                      |                          |
| 69 | 23 | The Jerk               | Gnojek                       | Leonard Dick                                                | Daniel Sackheim      | 15 maja 2007         | 12 marca 2009            |
| Rozpoznanie ostateczne: hemochromatoza |    |                        |                              |                                                             |                      |                      |                          |
| 70 | 24 | Human Error            | Ludzki błąd                  | Thomas L. Moran, Lawrence Kaplow                            | Katie Jacobs         | 29 maja 2007         | 12 marca 2009            |
| Rozpoznanie ostateczne: wrodzona wada serca (obecność trzeciej tętnicy wieńcowej) |    |                        |                              |                                                             |                      |                      |                          |

### Seria 4 (2007–2008)
| № | #  | Tytuł                  | Tytuł polski             | Reżyseria            | Scenariusz                                               | Premiera (Fox)       | Premiera w Polsce (TVP2) |
| --- | -- | ---------------------- | ------------------------ | -------------------- | -------------------------------------------------------- | -------------------- | ------------------------ |
| 71 | 1  | Alone                  | Sam                      | Deran Sarafian       | Peter Blake, David Shore                                 | 25 września 2007     | 19 marca 2009            |
| Zawalił się budynek biurowy, House musi szybko zdiagnozować młodą kobietę, Megan, której udało się przeżyć katastrofę. Pozbawiony zespołu, Gregory dzieli się pomysłami z woźnym szpitala. Część jej dolegliwości nie daje się wytłumaczyć doznanymi urazami. Zmęczony naleganiem dyrektorki, House zakłada się z Cuddy, że nie potrzebuje zespołu do postawienia diagnozy. Tymczasem z gabinetu House’a ginie jego cenna gitara. Gregory jest przekonany, że Wilson jest winowajcą. Rewanżując się, demoluje hotelowy pokój przyjaciela i chce przenieść jego pacjenta do innej sali. Zostaje on jednak przyłapany przez Jamesa. Rozpoznanie ostateczne: reakcja alergiczna na cefalosporynę. |    |                        |                          |                      |                                                          |                      |                          |
| 72 | 2  | The Right Stuff        | Właściwy materiał        | Deran Sarafian       | Doris Egan, Leonard Dick                                 | 2 października 2007  | 19 marca 2009            |
| House prowadzi rozmowy kwalifikacyjne z kandydatami do pracy w szpitalu. Bada jednocześnie przypadek astronautki, Grety, która twierdzi, że słyszy oczami. House kompletuje skład nowego zespołu. Jego uwagę zwracają Chris Taub oraz Remy Hadley, zwana od swojego numeru kwalifikacyjnego trzynastką. Wiedząc, że NASA nie weźmie jej w kosmos, gdy będzie chora, Greta prosi House’a by jej przypadek był zachowany w tajemnicy. Tymczasem Gregory zauważa na korytarzach szpitala swoich dawnych pracowników. Okazuje się, że pacjentka choruje na zespół von Hippla-Lindaua. House ogłasza wyniki selekcji do swojego zespołu. Rozpoznanie ostateczne: zespół von Hippla-Lindaua |    |                        |                          |                      |                                                          |                      |                          |
| 73 | 3  | 97 Seconds             | 97 sekund                | David Platt          | Russel Friend, Garrett Lerner                            | 9 października 2007  | 26 marca 2009            |
| Młody mężczyzna chorujący na atrofię mięśni, Thomas Stark traci przytomność na środku ulicy. Na szczęście samochód, który pędził w jego kierunku, hamuje na czas. House dzieli kandydatów na jego asystentów na dwie grupy, które mają za zadanie zdiagnozować przypadłość pacjenta. Trzynastka sądzi, że mężczyzna zaraził się czymś podczas niedawnej wizyty w Tajlandii. Mężczyzna, który potrącił Thomasa, także trafia do szpitala. Chce popełnić samobójstwo, próbując porazić się prądem. Tymczasem Foreman zostaje wyrzucony z Mercy Hospital. Rozpoznanie ostateczne: węgorczyca. |    |                        |                          |                      |                                                          |                      |                          |
| 74 | 4  | Guardian Angels        | Anioły stróże            | Deran Sarafian       | David Hoselton                                           | 23 października 2007 | 26 marca 2009            |
| Zostało siedmiu kandydatów do zespołu House’a. Mają zająć się Ireną Walesa, która wierzy, że rozmawia ze zmarłymi – cierpi ona na halucynacje związane z nieżyjącymi osobami, widzi też swoją zmarłą matkę. Amber zadaje Trzynastce bardzo osobiste pytania. Cameron dowiaduje się, że Foremana zwolniono z pracy, a Cuddy spotyka się z nim w restauracji i proponuje ewentualny powrót lekarza do ekipy Gregory’ego. Foreman mimo początkowych wątpliwości, przyjmuje ofertę. Rozpoznanie ostateczne: ergotyzm |    |                        |                          |                      |                                                          |                      |                          |
| 75 | 5  | Mirror Mirror          | Lustro                   | David Platt          | David Foster                                             | 30 października 2007 | 2 kwietnia 2009          |
| Trzydziestoletni mężczyzna zostaje zaatakowany przez bandytów. Gdy chce się bronić, pojawiają się u niego dziwne objawy, więc jeden z napastników wzywa pogotowie. Kandydaci House’a mają okazję by nauczyć się czegoś o sobie – pacjent naśladuje napotkane osoby. Do szpitala wraca Foreman. House nie jest zadowolony, więc tamten zastanawia się, czy rzeczywiście powrót do Princenton Plainsboro był dobrym pomysłem. Eric wie jednak, że inne szpitale nie będą chciały go zatrudnić. House mówi mu, że znalazł dla niego etat, jednak ten nie jest zainteresowany. Gregory próbuje nakłonić Cuddy do wyrzucenia lekarza. Foreman podejrzewa u pacjenta zespół Munchausena, jednak nie jest to prawidłowa diagnoza. Rozpoznanie ostateczne: zatrucie eferytrozonem w wyniku kontaku ze świńskim kałem |    |                        |                          |                      |                                                          |                      |                          |
| 76 | 6  | Whatever It Takes      | Za wszelką cenę          | Juan José Campanella | Thomas L. Moran, Peter Blake                             | 6 listopada 2007     | 2 kwietnia 2009          |
| Casey Alfonso ma problemy z widzeniem podczas wyścigu samochodowego, w trakcie wywiadu zaś traci przytomność. Foreman i kandydaci do ekipy House’a nie zgadzają się w kwestii diagnozy. Tymczasem House zostaje zabrany rządowym śmigłowcem przez CIA, by zbadać jednego z agentów, prawdopodobnie otrutego w trakcie misji. Diagnoza House’a to zatrucie selenem. Po sprzeczce z dr Terzi, House zostawia pacjenta i wychodzi ze szpitala. Następnego dnia, Cuddy wypytuje House’a gdzie był, on jednak nie chce odpowiedzieć. Szefowa podwaja mu liczbę dyżurów. Rozpoznanie ostateczne: zatrucie selenem (John) i udar cieplny (Casey) |    |                        |                          |                      |                                                          |                      |                          |
| 77 | 7  | Ugly                   | Brzydal                  | David Straiton       | Sean Whitesell                                           | 13 listopada 2007    | 23 kwietnia 2009         |
| Nastolatek z bardzo zniekształconą twarzą ma poddać się operacji plastycznej w szpitalu Princeton-Plainsboro, jednak pojawiają się komplikacje. Opłatę za leczenie ponosi telewizja, kręcąca o Kennym film dokumentalny. Cuddy sądzi, że dokument przyniesie rozgłos szpitalowi. House jednak uważa, że kręcenie filmu zakłóci pracę jego ekipy, więc zamyka przed kamerami pracownię radiologiczną. House zaczyna podejrzewać, że popełnił błąd, przyjmując do zespołu kandydatów doktor Terzi, poznaną podczas diagnozowania agenta CIA. Cameron, podczas wywiadu wyznaje, że kocha House’a. Rozpoznanie ostateczne: borelioza. |    |                        |                          |                      |                                                          |                      |                          |
| 78 | 8  | You Don’t Want To Know | Nie chcesz wiedzieć      | Lesli Linka Glatter  | Sara Hess                                                | 20 listopada 2007    | 23 kwietnia 2009         |
| Zespół zajmuje się przypadkiem Houdiniego – magika, którego podczas przedstawienia uratowali Kutner oraz Cole. Pierwszy z nich prosi Foremana o pomoc w diagnozie, podejrzewając grzyba w płucach. Podczas rezonansu Houdini zaczyna krwawić wewnętrznie. Tymczasem House wymyśla finałowej piątce kandydatów nowe zadanie – mają zdobyć stringi doktor Cuddy. Taub i Amber próbują oszukać Gregory’ego, jednak nie udaje im się. Okazuje się, że przyczyną krwawienia magika był kluczyk połknięty przez niego, a który podczas rezonansu przebił się przez jego wnętrzności. Podczas rozmowy z House’em i pokazywania mu sztuczek z kartami, zaczyna krwawić z nosa. Cole zdobywa tajemniczo stringi Cuddy, co intryguje House’a. Taub proponuje mu 5 tysięcy dolarów za zrezygnowanie z dalszej rywalizacji o miejsce w zespole. House podejrzewa Trzynastkę o chorobę, którą ukrywa. Stan Houdiniego staje się coraz gorszy. Podczas jego badania House traci przytomność, a zespół prowadzi na nim badania. Okazuje się, że Trzynastka uśpiła go w rewanżu za podawanie jej kofeiny. Wkrótce, po rozmowie z Wilsonem, House uświadamia sobie, że wciąż podawali magikowi złą grupę krwi, dlatego pojawiały się kolejne symptomy chorobowe. Do gabinetu Gregory’ego przychodzi Remy z kopertą. House przyznaje, że robił jej badania na pląsawicę Huntingtona. Trzynaście mówi, że nie chce znać prawdy. Lekarz wyrzuca kopertę, gdyż też nie chce jej poznać. Rozpoznanie ostateczne: autoimmunologiczna niedokrwistość hemolityczna w toczniu rumieniowatym układowym |    |                        |                          |                      |                                                          |                      |                          |
| 79 | 9  | Games                  | Gierki                   | Deran Sarafian       | Eli Attie                                                | 27 listopada 2007    | 14 maja 2009             |
| Rozpoznanie ostateczne: Odra |    |                        |                          |                      |                                                          |                      |                          |
| 80 | 10 | It’s A Wonderful Lie   | Błogosławione kłamstwo   | Matt Shakman         | Pamela Davis                                             | 29 stycznia 2008     | 14 maja 2009             |
| Rozpoznanie ostateczne: rak piersi w przemieszczonej tkance piersiowej |    |                        |                          |                      |                                                          |                      |                          |
| 81 | 11 | Frozen                 | W okowach lodu           | David Straiton       | Liz Friedman                                             | 3 lutego 2008        | 21 maja 2009             |
| Rozpoznanie ostateczne: zator tłuszczowy ze złamanej kości w palcu |    |                        |                          |                      |                                                          |                      |                          |
| 82 | 12 | Don’t Ever Change      | Nigdy się nie zmieniaj   | Deran Sarafian       | Doris Egan, Leonard Dick                                 | 5 lutego 2008        | 21 maja 2009             |
| Rozpoznanie ostateczne: nefroptoza |    |                        |                          |                      |                                                          |                      |                          |
| 83 | 13 | No More Mr. Nice Guy   | Nigdy więcej miłego pana | Deran Sarafian       | David Hoselton, David Shore                              | 28 kwietnia 2008     | 28 maja 2009             |
| Rozpoznanie ostateczne: choroba Chagasa |    |                        |                          |                      |                                                          |                      |                          |
| 84 | 14 | Living the Dream       | Telenowela na żywo       | David Straiton       | Sara Hess, Liz Friedman                                  | 5 maja 2008          | 28 maja 2009             |
| Rozpoznanie ostateczne: zapalenie małych naczyń skóry w następstwie zatrucia chininą |    |                        |                          |                      |                                                          |                      |                          |
| 85 | 15 | House’s Head           | Głowa House’a            | Greg Yaitanes        | Peter Blake, David Foster, Doris Egan                    | 12 maja 2008         | 4 czerwca 2009           |
| Rozpoznanie ostateczne: zator gazowy powstały w wyniku zabiegu dentystycznego |    |                        |                          |                      |                                                          |                      |                          |
| 86 | 16 | Wilson’s Heart         | Serce Wilsona            | Katie Jacobs         | Peter Blake, David Foster, Garrett Lerner, Russel Friend | 19 maja 2008         | 18 czerwca 2009          |
| Rozpoznanie ostateczne: zatrucie amantadyną w następstwie urazu nerek |    |                        |                          |                      |                                                          |                      |                          |

### Seria 5 (2008–2009)
| № | #  | Tytuł                    | Tytuł polski            | Reżyseria            | Scenariusz                                  | Premiera (Fox)       | Premiera w Polsce (TVP2) |
| --- | -- | ------------------------ | ----------------------- | -------------------- | ------------------------------------------- | -------------------- | ------------------------ |
| 87 | 1  | Dying Changes Everything | Śmierć zmienia wszystko | Deran Sarafian       | Eli Attie                                   | 16 września 2008     | 3 września 2009          |
| Akcja piątej serii rozpoczyna się 5 miesięcy po śmierci Amber. Wilson rezygnuje z pracy, ponieważ to wydarzenie ma wpływ nie tylko na pracę, ale również na przyjaźń z House’em. House zaś zastanawia się, czy odpowiada za nie. Lou jest asystentką znanej feministki. Podczas ważnego spotkania, doznaje halucynacji – widzi mrówki chodzące po jej ciele. Jej stan się pogarsza – serce bije wolno, pojawiają się też objawy neurologiczne. House odrzuca czynniki psychiatryczne. Trzynastka zmaga się z diagnozą o chorobie Hunningtona i z chęcią angażuje się w diagnozę Lou. Zespół robi pacjentce test ciążowy, którego wynik jest pozytywny. Okazuje się, że pacjentka ma ciążę pozamaciczną. Chase przeprowadza aborcję. Wilson mówi House’owi, że musi przerwać z nim przyjaźń, gdyż nie wie, czy jest ona dla niego dobra. Rozpoznanie ostateczne: rozlany trąd |    |                          |                         |                      |                                             |                      |                          |
| 88 | 2  | Not Cancer               | Nie rak                 | David Straiton       | David Shore, Lawrence Kaplow                | 23 września 2008     | 3 września 2009          |
| Biorcy narządów od tego samego dawcy – m.in. nauczyciel muzyki, zawodnik MMA i tenisista, umierają nagle na różne choroby, niezwiązane z odrzuceniem przeszczepu. Ekipa House’a próbuje ocalić pozostałą przy życiu Apple, która także ma narządy od tamtego dawcy. Śledzą także stan starszego człowieka, który umiera, po przeszczepie. By odkryć zagadkę, przeprowadzają sekcje zwłok. Tymczasem Gregory wynajmuje za pieniądze szpitala prywatnego detektywa – Lucasa (oficjalnie do reperacji ekspresu do kawy), który ma za zadanie szpiegować Wilsona i zespół House’a. Dowiaduje się, że Wilson znalazł nową pracę i że Cameron oraz Cuddy odwiedzały go. Lucas próbuje zaprzyjaźnić się ze swoim zleceniodawcą. Ten proponuje mu kontrakt. Rozpoznanie ostateczne: przeszczep rakowych komórek macierzystych. |    |                          |                         |                      |                                             |                      |                          |
| 89 | 3  | Adverse Events           | Zdarzenia niepożądane   | Andrew Bernstein     | Carol Green, Dustin Paddock                 | 30 września 2008     | 9 września 2009          |
| Pewien malarz zaczyna malować coraz bardziej zniekształcone obrazy, ze względu na nierozpoznaną chorobę. Staje się pacjentem Princenton-Plainsboro, choć twierdzi, że jego stan ulega poprawie. House podejrzewa, że pacjent ukrywa zażywanie narkotyków. Później malarz przyznaje się, że testuje trzy różne leki, co ukrywał przed swoją dziewczyną. Tymczasem Gregory nadal korzysta z usług detektywa Lucasa, by dowiedzieć się więcej o finansach i życiu swoich podwładnych oraz Cuddy. Rozpoznanie ostateczne: bezoar spowodowany zażywaniem eksperymentalnych leków. |    |                          |                         |                      |                                             |                      |                          |
| 90 | 4  | Birthmarks               | Znamiona                | David Platt          | Doris Egan, David Foster                    | 14 października 2008 | 10 września 2009         |
| 25-letnia adoptowana przez Amerykanów Chinka jedzie do ojczystego kraju aby odnaleźć swoich biologicznych rodziców, ci jednak odrzucają ją, twierdząc, że nigdy nie mieli córki. Kiedy podnosi posążek Buddy podczas modlitwy, doznaje zapaści i zaczyna wymiotować krwią. Trafia do szpitala Princenton-Plainsboro, gdzie wstępną diagnozą jest SARS, jednak okazuje się, że nie jest to ta choroba i stan pacjentki się pogarsza. Tymczasem do House’a dociera informacja o śmierci jego ojca, gdyż podejrzewa, iż nie jest on jego biologicznym rodzicem. Przyjaciele postanawiają go uśpić i wsadzić do samochodu Wilsona. Kiedy Gregory się budzi, próbuje za wszelką cenę nie dotrzeć na pogrzeb ojca, z czego wynika szereg kłopotliwych sytuacji. Mimo tego przyjaciel dowozi go do zakładu pogrzebowego, gdzie House zostaje poproszony o wygłoszenie mowy. Wówczas wyrywa ukradkiem włos z ucha ojca. Po powrocie do szpitala Gregory wpada na diagnozę, która potwierdza się po wykonaniu badania rentgenowskiego czaszki – w mózgu pacjentki tkwią 4 szpilki, które wbili jej rodzice przez ciemiączko, gdy była jeszcze niemowlęciem. House poddaje włos ojca badaniu DNA, które nie wykazuje podobieństwa genetycznego w stosunku do niego. Wilson powraca do pracy w szpitalu. Rozpoznanie ostateczne: szpilki w mózgu |    |                          |                         |                      |                                             |                      |                          |
| 91 | 5  | Lucky Thirteen           | Szczęśliwa Trzynastka   | Greg Yaitanes        | Liz Friedman, Sara Hess                     | 21 października 2008 | 16 września 2009         |
| Trzynastka bierze przypadek kobiety, z którą spędziła noc przed przewieziem do Princeton-Plainsboro. House i zespół skupia się na jej przypadku, korzystając z okazji, by zbadać życie osobiste Trzynastki. Pacjentka wyznaje Trzynastce, że przespała się z nią tylko po to, aby dotrzeć do House'a. Tymczasem, Lucas kontynuuje śledzenie Wilsona. Rozpoznanie ostateczne: kandydoza w następstwie zespołu Sjögrena |    |                          |                         |                      |                                             |                      |                          |
| 92 | 6  | Joy                      | Radość                  | Deran Sarafian       | David Hoselton                              | 28 października 2008 | 17 września 2009         |
| Pod oko House’a i jego zespołu trafia samotny ojciec, który cierpi na kłopoty z pamięcią, narkolepsję i lunatyzm. Podczas jego diagnozy okazuje się, że nieświadomie brał kokainę. Taub z Trzynastką trafiają do dilera i zakupują narkotyk, po czym badają go, jednak okazuje się, że w próbce nie ma żadnych domieszek poza mlekiem w proszku. Wkrótce mężczyzna zaczyna krwawić z gruczołów potowych. House zauważa, że córka pacjenta cierpi na tę samą przypadłość, co ojciec. Okazuje się, że jest to rodzinna gorączka śródziemnomorska. Cuddy zamierza poznać Beccę – kobietę, która ma urodzić dla niej córkę. Gregory uważa, że szefowa rozmyśli się i zakłada się z zespołem o czas, w który Cuddy zrezygnuje z adopcji. Podczas spotkania Lisa zauważa, że ciężarna ma wysypkę na rękach i zabiera ją do szpitala. Tam stwierdzone zostają kłopoty z płodem, jednak kobieta rodzi dziecko, które dostaje 9 punktów w skali Apgar. Po porodzie Becca stwierdza, że nie powinna oddać córki w adopcję. Rozpoznanie ostateczne: rodzinna gorączka śródziemnomorska (Jerry i Samantha) i hipoplazja płucna (Joy) |    |                          |                         |                      |                                             |                      |                          |
| 93 | 7  | The Itch                 | Świąd                   | Greg Yaitanes        | Peter Blake                                 | 11 listopada 2008    | 23 września 2009         |
| Mężczyzna z agorafobią zaczyna chorować, ale nie chce opuścić swojego domu, aby być leczonym w szpitalu, dlatego zespół Housa idzie tam, aby dowiedzieć się, co może być nie tak. Towarzyszy im Cameron, która leczyła tego pacjenta rok temu, po postrzale w biodro. Stan pacjenta zaczyna się pogarszać, czego przyczyną jest niedrożność jelit. House postanawia, że można uśpić pacjenta, przewieźć go do szpitala, wykonać operację, przewieźć go z powrotem do domu i wybudzić, tak aby niczego się nie dowiedział. Jednak w trakcie pobytu w szpitalu, Cameron wybudza pacjenta i mówi mu gdzie jest, co sprawia, że pacjent, który dostał ataku paniki, znów musi zostać przewieziony do domu. Kiedy House dowiaduje się, że mężczyzna odczuwa ból pomimo podawania morfiny, wpada na prawidłową diagnozę. Rozpoznanie ostateczne: zatrucie ołowiem z odłamków pocisku |    |                          |                         |                      |                                             |                      |                          |
| 94 | 8  | Emancipation             | Emancypacja             | James Hayman         | Pamela Davis, Leonard Dick                  | 18 listopada 2008    | 24 września 2009         |
| Zespół przyjmuje przypadek 16-letniej kierownik fabryki, która zachorowała nagle – jej płuca wypełniły się płynem podczas pracy. Nastolatka mówi, że jest pełnoletnia, a po śmierci rodziców sama radzi sobie z dorosłym życiem. Tymczasem Foreman prosi o pozwolenie House’a na pracę przy badaniu klinicznym. House się nie zgadza. Forman chce pokazać House’owi, że może pracować bez jego nadzoru i przyjmuje przypadek Jonasza, 4-latka z krwawymi wymiotami i biegunką. Gdy u Jonasza rozwija się niekontrolowany atak śmiechu, Foreman zwraca się do Cameron i Chase’a po pomoc w postawieniu diagnozy. Rozpoznanie ostateczne: ostra białaczka promielocytowa i zatrucie arszenikiem (Sophia) i zatrucie żelazem (Jonah) |    |                          |                         |                      |                                             |                      |                          |
| 95 | 9  | Last Resort              | Ostatnia deska ratunku  | Katie Jacobs         | Matthew V. Lewis, Eli Attie                 | 25 listopada 2008    | 30 września 2009         |
| Uzbrojony mężczyzna przetrzymuje House'a, Trzynastkę i kilku innych pacjentów z przychodni w gabinecie Cuddy, domagając się diagnozy swojej choroby. Mówi, że przed przyjściem tutaj był u bardzo wielu specjalistów, ale żaden nie wiedział, co mu dolega. Żeby mieć pewność, że dwójka lekarzy nie chce go oszukać, każe Trzynastce brać wszystkie leki, które on dostanie. House musi pomóc mężczyźnie, zanim SWAT otworzy ogień. U Trzynastki pojawia się niewydolność nerek. Z pomocą zespołu, z którym House skontaktował się przez telefon, udaje mu się w końcu ustalić diagnozę. Podaje mężczyźnie leki, jednak on żąda, aby Trzynastka wzięła je pierwsza, i wypuszcza House'a. Lekarka jednak odmawia. Po wyważeniu drzwi przez SWAT, stan mężczyzny się polepsza, ponieważ sam przyjął leki. Rozpoznanie ostateczne: melioidoza |    |                          |                         |                      |                                             |                      |                          |
| 96 | 10 | Let Them Eat Cake        | Niech jedzą ciastka     | Deran Sarafian       | Russel Friend, Garrett Lerner               | 2 grudnia 2008       | 1 października 2009      |
| Rozpoznanie ostateczne: koproporfiria wrodzona |    |                          |                         |                      |                                             |                      |                          |
| 97 | 11 | Joy to the World         | Radość światu           | David Straiton       | Peter Blake                                 | 9 grudnia 2008       | 7 października 2009      |
| Rozpoznanie ostateczne: poporodowa rzucawka |    |                          |                         |                      |                                             |                      |                          |
| 98 | 12 | Painless                 | Bez bólu                | Andrew Bernstein     | Thomas L. Moran, Eli Attie                  | 19 stycznia 2009     | 8 października 2009      |
| Zespół bierze przypadek Jeffa, mężczyzny, który został uratowany przez swoją żonę, chcąc popełnić samobójstwo przez zatrucie spalinami. Cierpi on na przewlekłe bóle całego ciała od trzech lat. Badanie EEG niczego nie wykazało. Tymczasem House zmaga się z problemami z rurą wodociągową. Wynajmuje on hydraulika, który oświadcza, że ubezpieczenie nie obejmuje zepsutej jej części. W tym czasie Foreman daje Trzynastce eksperymentalne leki na pląsawicę Huntingtona. Pacjent kilkakrotnie próbuję się zabić poprzez przegryzienie rurki od kroplówki lub od wypicia butelki alkoholu izopropylowego, tłumacząc się, że nie może znieść bólu. House postanawia zepsuć rurę w kuchni, aby hydraulik był zmuszony wymienić całą rurę. Kiedy zauważa, że mężczyzna drapie się po jądrach, wpada na prawidłową diagnozę: epilepsję. Tłumaczy on swojemu zespołowi, że choroba zaczęła się w mięśniach jąder, następnie przeszła do neuronów które znajdowały się tak głęboko w mózgu, że badanie EEG niczego nie wykazało. Jeff postanawia żyć dalej i zaczyna leczyć chorobę. Tymczasem, Foreman dowiaduje się od pielęgniarki, że Trzynastka dostaje placebo. Rozpoznanie ostateczne: epilepsja |    |                          |                         |                      |                                             |                      |                          |
| 99 | 13 | Big Baby                 | Duże dziecko            | Deran Sarafian       | Lawrence Kaplow, David Foster               | 26 stycznia 2009     | 14 października 2009     |
| Sarah, nauczycielka w szkole dla dzieci niepełnosprawnych umysłowo, zaczyna nagle kaszleć krwią i traci przytomność. Zespół Housa bierze jej przypadek. Tymczasem, Foreman mówi Chase’owi, że Trzynastka dostaje placebo. Podczas zimnej kąpieli, Sarah wyjaśnia zespołowi, w jaki sposób została nauczycielką w szkole specjalnej: 6 lat temu, kiedy praktykowała, pomyliły jej się numery i weszła do złej sali, w której zajęcia miały dzieci niepełnosprawne umysłowo. Od razu je pokochała. Kąpiel w zimnej wodzie nie wniosła niczego, lecz kiedy Rachel(dziecko Cuddy) wymiotuje na Housa, pod wpływem swojej wypowiedzi, udaje mu się ustalić, co dolega pacjentce. Rozpoznanie ostateczne: przetrwały przewód tętniczy |    |                          |                         |                      |                                             |                      |                          |
| 100 | 14 | The Greater Good         | Większe dobro           | Leslie Linka Glatter | Sara Hess                                   | 2 lutego 2009        | 15 października 2009     |
| Rozpoznanie ostateczne: pozamaciczna endometrioza |    |                          |                         |                      |                                             |                      |                          |
| 101 | 15 | Unfaithful               | Niewierny               | Greg Yaitanes        | David Hoselton                              | 16 lutego 2009       | 21 października 2009     |
| Rozpoznanie ostateczne: zespół Wiskotta-Aldricha |    |                          |                         |                      |                                             |                      |                          |
| 102 | 16 | The Softer Side          | Łagodniejsze oblicze    | Deran Sarafian       | Liz Friedman                                | 23 lutego 2009       | 22 października 2009     |
| Rozpoznanie ostateczne: niewydolność nerek w następstwie odwodnienia i nefropatii kontrastowej |    |                          |                         |                      |                                             |                      |                          |
| 103 | 17 | The Social Contract      | Umowa społeczna         | Andrew Bernstein     | Doris Egan                                  | 9 marca 2009         | 28 października 2009     |
| Rozpoznanie ostateczne: reakcja autoimmunologiczna w następstwie zespołu Doege-Pottera |    |                          |                         |                      |                                             |                      |                          |
| 104 | 18 | Here Kitty               | Kici, kici              | Juan José Campanella | Peter Blake                                 | 16 marca 2009        | 29 października 2009     |
| Morgan – Pielęgniarka w domu dla starców podczas wizyty w klinice u House’a dostaje napadu padaczkowego i oddaje zielony mocz. Kiedy Kutner i Taub przeszukując jej gabinet znajdują lek na chorobę Alzheimera, Pacjentka wyznaje, że symulowała objawy, żeby spotkać się House’em. Tłumaczy się, że kot w domu starców – Debbie potrafi przepowiedzieć śmierć człowieka, śpiąc obok niego w łóżku, co spotkało ją. Cuddy nakazuje House’owi ją wypisać, jednak Morgan dostaje zapaści oskrzeli. Kiedy House przyprowadza Debbie do szpitala, kot układa się obok jednego z pacjentów w śpiączce, który następnego dnia umiera, co przeraża cały zespół. Po dłuższym czasie House’owi udaje się ustalić, w jaki sposób Debbie przewiduje śmierć: zawsze kładzie się na łóżku pacjenta, który ma ocieplany koc, a śmierci poszczególnych ludzi to przypadki. Razem z Wilsonem udaje mu się również ustalić, co dolega pacjentce. Rozpoznanie ostateczne: rakowiak wyrostka robaczkowego |    |                          |                         |                      |                                             |                      |                          |
| 105 | 19 | Locked In                | W pułapce               | Dan Attias           | Russel Friend, Garrett Lerner, David Foster | 30 marca 2009        | 4 listopada 2009         |
| Rozpoznanie ostateczne: zespół zamknięcia w następstwie leptospirozy |    |                          |                         |                      |                                             |                      |                          |
| 106 | 20 | Simple Explanation       | Proste wyjaśnienie      | Greg Yaitanes        | Leonard Dick                                | 6 kwietnia 2009      | 5 listopada 2009         |
| Rozpoznanie ostateczne: blastomykoza (Eddie), leiszmanioza trzewna (Charlotte) |    |                          |                         |                      |                                             |                      |                          |
| 107 | 21 | Saviors                  | Zbawcy                  | Matthew Penn         | Eli Attie, Thomas L. Moran                  | 13 kwietnia 2009     | 12 listopada 2009        |
| Rozpoznanie ostateczne: sporotrychoza |    |                          |                         |                      |                                             |                      |                          |
| 108 | 22 | A House Divided          | W dwóch wcieleniach     | Greg Yaitanes        | Liz Friedman, Matthew V. Lewis              | 27 kwietnia 2009     | 18 listopada 2009        |
| Rozpoznanie ostateczne: sarkoidoza |    |                          |                         |                      |                                             |                      |                          |
| 109 | 23 | Under My Skin            | Pod skórą               | David Straiton       | Lawrence Kaplow, Pamela Davis               | 4 maja 2009          | 19 listopada 2009        |
| Rozpoznanie ostateczne: rzeżączka (Penelope) i uzależnienie od vicodinu (House) |    |                          |                         |                      |                                             |                      |                          |
| 110 | 24 | Both Sides Now           | Obie strony             | Greg Yaitanes        | Doris Egan                                  | 11 maja 2009         | 25 listopada 2009        |
| Rozpoznanie ostateczne: zatrucie glikolem propylenowym (Scott), rak trzustki (Euegene Schwartz) i psychoza (House) |    |                          |                         |                      |                                             |                      |                          |

### Seria 6 (2009–2010)
| № | #   | Tytuł              | Tytuł polski                         | Reżyseria                                            | Scenariusz                                               | Premiera (Fox)       | Premiera w Polsce (TVP2) |
| --- | --- | ------------------ | ------------------------------------ | ---------------------------------------------------- | -------------------------------------------------------- | -------------------- | ------------------------ |
| 111 112 | 1 2 | Broken             | Złamany                              | Katie Jacobs                                         | Russel Friend, Garrett Lerner, David Foster, David Shore | 21 września 2009     | 9 września 2010          |
| House przebywa w szpitalu psychiatrycznym Mayfield. Chce wyjść, jednak Dr Nolan grozi mu, że jeśli teraz odejdzie, nie zostanie mu przywrócona licencja lekarza, House więc zostaje. Mieszka w jednym pokoju z chorym na zaburzenia afektywne dwubiegunowe Alviem, który cierpi na „galopujące myśli”. Poznaje także Lydię – przychodzi ona do szpitala, by grać na pianinie siostrze swojego męża, która straciła głos House nie przyjmuje leków. Próbuje wymusić na Nolanie wydanie mu licencji, przeszkadzając w pracy terapeutom i pacjentom szpitala. Nowy pacjent szpitala, Steve, twierdzi, że jest superbohaterem. House zabiera go do lunaparku, gdzie lata z nim w tunelu aerodynamicznym. Steve przekonany, że umie latać, skacze z parkingu i doznaje ciężkich urazów ciała. Wówczas Gregory stwierdza, że chce się zmienić. Dr Nolan rozpoczyna terapię – wysyła Gregory’ego na imprezę, by poprawić jego zdolności nawiązywania kontaktów z ludźmi. House nawiązuje romans z Lydią. Stosunki z Alviem pogarszają się, gdyż ten stwierdza, że House został „złamany” przez lekarzy. House jedzie z Nolanem do szpitala, gdzie umiera ojciec psychoterapeuty, jednak Gregory stwierdza, że nie może pomóc. Po powrocie do Mayfield spędza noc razem z Lydią. Podczas szpitalnego pokazu talentów House rapuje razem z Alviem. Steve, dzięki pomocy Gregory’ego wręcza pozytywkę Annie. Ona, po raz pierwszy od wielu lat, zaczyna mówić. Wkrótce kobieta wychodzi ze szpitala. House bierze całonocną przepustkę. Jedzie do Lydii, która mówi, że wyjeżdża do Arizony z mężem, ponieważ siostra jest już zdrowa i nic nie trzyma ich w tym mieście. Gregory wraca do szpitala i rozmawia z Nolanem o swoich uczuciach. Nazajutrz House ma swoją imprezę pożegnalną w szpitalu i wraca autobusem do Princenton. Tymczasem Alvie postanawia brać leki, by się wyleczyć.                                |     |                    |                                      |                                                      |                                                          |                      |                          |
| 113 | 3   | Epic Fail          | Gigantyczna katastrofa               | Greg Yaitanes                                        | Liz Friedman, Sara Hess                                  | 28 września 2009     | 16 września 2010         |
| House zamieszkuje z Wilsonem i rezygnuje z pracy, a jego pozycję zajmuje Foreman. Nolan nakazuje Gregory’emu znaleźć hobby i odnajduje on swoją pasję w przyrządzaniu posiłków. Podczas gdy on gotuje coraz to wymyślniejsze dania, jego zespół zajmuje się przypadkiem twórcy gier komputerowych, który ma problem z pieczącymi dłońmi. Wszystkie diagnozy pacjent podważa i konsultuje przez internet. Foreman i Trzynastka są w konflikcie – ona twierdzi, iż Eric zmienił obyczaje, odkąd zajął pozycję House’a. Remy zostaje zwolniona przez partnera. Tymczasem Taub odchodzi ze szpitala. Wilson i Cuddy podejrzewają swojego znajomego o zażywanie Vicodinu. Po konsultacji ze swoim terapeutą Greg postanawia zmieniać regularnie swoje zainteresowania, by nie myśleć o bolącej kończynie. Znajduje w internecie forum pacjenta i wygłasza na nim swoją prawidłową diagnozę – chorobę Fabry’ego. Zauważa, że podczas diagnozowania jego noga przestaje boleć. Rozpoznanie ostateczne: choroba Fabry’ego |     |                    |                                      |                                                      |                                                          |                      |                          |
| 114 | 4   | The Tyrant         | Tyran                                | David Straiton                                       | Peter Blake                                              | 5 października 2009  | 23 września 2010         |
| Foreman zatrudnia Chase’a i Cameron w kierowanym obecnie przez niego oddziale. House powraca do pracy, choć nie ma jeszcze licencji lekarskiej – będzie pomagał Foremanowi. Ekipa dostaje przypadek afrykańskiego dyktatora – Dibali, który dostał zawału podczas podróży służbowej do USA, gdzie został zaproszony do wygłoszenia mowy w ONZ. Cameron uważa, że nie należy go leczyć, gdyż jest to ludobójca. Do przychodni zgłasza się czarnoskóry człowiek, który podaje się za członka plemienia prześladowanego przez Dibalę i ma podobne zdanie do Cameron. Wkrótce człowiek próbuje zaatakować dyktatora, jednak powstrzymują go afrykańscy generałowie. Foreman próbuje nakłonić Trzynastkę do powrotu do pracy, jednak ta odmawia. Remy podczas kolacji mówi Ericowi, że mógł zrezygnować z posady, jednak ten twierdzi, że dobrze postąpił zwalniając ją. Zdenerwowana Trzynastka opuszcza restaurację i zrywa z Foremanem. Tyran prosi Cameron, przy obecności Chase’a, o wstrzyknięcie powietrza do żył, ta jednak tego nie robi. Wkrótce stan Dibali gwałtownie się pogarsza, aż w końcu umiera. Foreman odkrywa, że Chase sfałszował wyniki badań, co doprowadziło do śmierci dyktatora. Tymczasem House boryka się z Murphym – sąsiadem-weteranem z amputowaną ręką, któremu przeszkadzają hałasy wykonywane przez niego. Podejrzewa on, że sąsiad nie stracił ręki w Wietnamie. Ten, po włamaniu się Gregory’ego do jego mieszkania mówi, że zgłosi doniesienie do sądu, jeśli House się nie wyprowadzi. Greg wiąże i knebluje Murphy’ego, po czym stosuje neurologiczną sztuczkę, po której ból fantomowy w amputowanej kończynie przestaje mu dokuczać. Rozpoznanie ostateczne: blastomykoza (Dibala), ból fantomowy (Murphy) |     |                    |                                      |                                                      |                                                          |                      |                          |
| 115 | 5   | Instant Karma      | Przeznaczenie                        | Greg Yaitanes                                        | Thomas L. Moran                                          | 12 października 2009 | 30 września 2010         |
| Ekipa House’a dostaje przypadek cierpiącego na uporczywe bóle brzucha chłopca. Jego ojcem jest miliarder, który domaga się diagnozy syna przez House’a. Tymczasem Chase i Foreman zauważają, że ilość cholesterolu w krwi Dibali jest inna niż w sfałszowanym badaniu i zastanawiają się, jak to ukryć, ponieważ mają omówić przypadek na konferencji. Gregory dowiaduje się od Trzynastki, że ta wyjeżdża do Tajlandii. Stan chłopca pogarsza się – pojawia się u niego wysypka na większości ciała, a następnie dostaje ataku serca. Ojciec postanawia stać się bankrutem, gdyż twierdzi, iż przeładuje to dobrą karmę na rzecz zdrowia syna. Rezerwacja Trzynastki została odwołana – lekarka próbuje sprawdzić, kto ją wycofał – okazuje się, że logowanie odbyło się z komputera Wilsona. Ten przyznaje się, choć w rzeczywistości dokonał tego House. Okazuje się, że chłopiec cierpi na pierwotny zespół antyfosfolipidowy. Chase znajduje sposób, by wytłumaczyć różnicę w poziomie cholesterolu krwi i wkrótce Foreman przedstawia przypadek na konferencji. Trzynastka wyjeżdża do Tajlandii, a ojciec pacjenta staje się bankrutem. Rozpoznanie ostateczne: pierwotny zespół antyfosfolipidowy. |     |                    |                                      |                                                      |                                                          |                      |                          |
| 116 | 6   | Brave Heart        | Waleczne serce                       | Matt Shakman                                         | Lawrence Kaplow                                          | 19 października 2009 | 7 października 2010      |
| Aby odzyskać licencję lekarza, House musi odrobić 120 godzin na obchodach w szpitalu. Swoim niedojrzałym zachowaniem chce wymusić potwierdzenie wykonania ich w jeden dzień. Jego ekipa dostaje przypadek 39-letniego policjanta, który jest przekonany, że wkrótce umrze – w tym samym wieku co jego ojciec, dziadek i pradziadek, którzy dożyli czterdziestu lat. Pacjent dowiaduje się, że ma syna o którym dotąd nie wiedział. Po wykonaniu wszystkich badań okazuje się, że mężczyzna jest zdrowy, a House daje mu placebo – miętówki – i wypisuje ze szpitala. Tymczasem Gregory nie może spać po nocach – słyszy tajemnicze szepty. Foreman informuje House’a, że pacjent umarł. Podczas wykonywania sekcji ten jednak odżywa. House stwierdza, że ma omamy słuchowe w nocy i rezygnuje z pracy w szpitalu. Chase’a dręczą wyrzuty sumienia, co zauważa Cameron. House dowiaduje się, że nocne szepty to rozmowa Wilsona ze zmarłą dziewczyną i wraca do pracy. Wpada na diagnozę – tętniak mózgu, a pacjent poddaje się operacji, podobnie jak jego syn. Rozpoznanie ostateczne: tętniak mózgu. |     |                    |                                      |                                                      |                                                          |                      |                          |
| 117 | 7   | Known Unknowns     | Znajomi obcy                         | Greg Yaitanes                                        | Matthew V. Lewis, Doris Egan                             | 9 listopada 2009     | 14 października 2010     |
| Zespół dostaje przypadek nastolatki z ciężkim obrzękiem nóg. Spędziła ona z koleżanką wieczór, śledząc twórcę komiksów, którego są fankami. Tymczasem House i Wilson wyjeżdżają na konferencję. House próbuje zdobyć Cuddy. Cameron ogląda zapisy z kamery w hotelu, w którym nocowały nastolatki. Wkrótce okazuje się, że nastolatka wciąż kłamie i cierpi na zaburzenie psychiczne, które nie pozwala jej mówić prawdy. Cameron i Chase podejrzewają, że twórca komiksów uprawiał seks z dziewczyną i podawał jej narkotyki. Gregory usypia Wilsona i czyta publicznie jego pracę dotyczącą eutanazji. House dowiaduje się, że Cuddy jest w związku z Lucasem. Chase wyznaje żonie, że zabił Dibalę. Rozpoznanie ostateczne: Vibrio vulnificus i zatrucie żelazem. |     |                    |                                      |                                                      |                                                          |                      |                          |
| 118 | 8   | Teamwork           | Praca zespołowa                      | David Straiton                                       | Eli Attie                                                | 16 listopada 2009    | 21 października 2010     |
| Pod oko zespołu House’a trafia aktor filmów pornograficznych Hank Hardwick, który doznał ostrego światłowstrętu podczas kręcenia scen do nowej produkcji. Tymczasem Cameron i Chase postanawiają odejść z pracy i przeprowadzić się. Foreman pozostaje jedynym członkiem zespołu Gregory’ego i prosi o pomoc odchodzących kolegów, by pomogli mu w tym przypadku. Ci zgadzają się, gdyż mają u niego dług wdzięczności, gdyż ten pomógł Australijczykowi w sprawie Dibali. Tymczasem House próbuje odzyskać Trzynastkę i Tauba, wplątując ich do rozwiązywania przypadku. Podczas badania u pacjenta zostają wykryte nicienie. Po ich usunięciu stan pacjenta jeszcze bardziej się pogarsza. Trzynastka i Taub dzwonią do Gregory’ego i przedstawiają swoją diagnozę – pasożyty pomagały pacjentowi, ponieważ był on w dzieciństwie trzymany z dala od brudu i pomagały one w rozwoju odporności, pacjent jest zaś chory na chorobę Leśniowskiego-Crohna. Dwójka ta wraca do pracy, podobnie jak Chase. Jedynie Cameron odmawia, po czym odchodzi od swojego męża. Rozpoznanie ostateczne: choroba Leśniowskiego-Crohna. |     |                    |                                      |                                                      |                                                          |                      |                          |
| 119 | 9   | Ignorance is Bliss | Nieświadomość jest błogosławieństwem | Greg Yaitanes                                        | David Hoselton                                           | 23 listopada 2009    | 28 października 2010     |
| Zespół House’a zajmuje się przypadkiem kuriera, który niegdyś był znanym naukowcem. Ma on problemy z kontrolą dłoni. Lekarze stwierdzają wkrótce, że mężczyzna brał leki obniżające iloraz inteligencji. Chase usuwa pacjentowi śledzionę, stwierdzając plamicę. Gdy wydaje się, że jest już wyleczony traci czucie w nogach. Okazuje się, że kilkanaście lat temu próbował popełnić samobójstwo. Złamał wówczas żebra, co spowodowało utworzenie dodatkowych śledzion. Tymczasem House próbuje się wprosić na kolację z okazji święta dziękczynienia do Cuddy, jednak nie udaje mu się to. Wkrótce włamuje się do mieszkania Cuddy i Lucasa, gdzie zastaje detektywa. Udając pijanego, mówi mu, że kocha Cuddy. Następnego dnia Lucas mówi partnerce, że powinni się rozstać. Żona Tauba narzeka na jego ciągłą pracę u Gregory’ego. Chase uderza House’a, co powoduje u niego uraz nosa i łuku brwiowego. Taub wykorzystuje to i robi mu zdjęcie, po czym pokazuje je małżonce, twierdząc, że to on zaatakował szefa. Lucas postanawia zostać z Cuddy. Rozpoznanie ostateczne: zakrzepowa plamica małopłytkowa, śledziona dodatkowa. |     |                    |                                      |                                                      |                                                          |                      |                          |
| 120 | 10  | Wilson             | Wilson                               | Lesli Linka Glatter                                  | David Foster                                             | 30 listopada 2009    | 4 listopada 2010         |
| Wilson pomaga swojemu przyjacielowi Tuckerowi, który choruje na nowotwór. House sądzi, że nie należy ufać pacjentowi. W krytycznej sytuacji James postanawia oddać wątrobę choremu. Cuddy nadal poszukuje mieszkania. Wilson postanawia przebić jej ofertę i kupuje nowe mieszkanie dla siebie i House’a. Rozpoznanie ostateczne: ostra białaczka limfoblastyczna |     |                    |                                      |                                                      |                                                          |                      |                          |
| 121 | 11  | The Down Low       | Pod przykrywką                       | Nick Gomez                                           | Sara Hess, Liz Friedman                                  | 11 stycznia 2010     | 18 listopada 2010        |
| Pod oko zespołu trafia diler narkotyków, który zasłabł podczas akcji. W szpitalu spędza z nim czas jego kolega, który również jest dilerem. Stan pacjenta pogarsza się, a House wydedukowuje, że ten w rzeczywistości jest policjantem. Mężczyzna przyznaje się, że brał blokery. Chase, Taub i Trzynastka wmawiają Foremanowi, że zarabiają więcej od niego, przez co ten chce odejść z pracy. Wówczas ci proponują Cuddy, że może obciąć im pensję na podwyżkę dla Foremana. House próbuje uwieść nową sąsiadkę Norę, udając homoseksualistę, będącego w nieszczęśliwym związku z Wilsonem. James jest temu przeciwny, jednak by zniszczyć plan House’a, oświadcza się Gregory’emu. Wkrótce Nora dowiaduje się prawdy i zrywa z nimi kontakt. Pacjent okazuje się być ciężko chory na zespół Hughesa-Stovina i umiera w ramionach żony, tymczasem jego kolega zostaje złapany przez policję podczas dużej transakcji Rozpoznanie ostateczne: zespół Hughesa-Stovina |     |                    |                                      |                                                      |                                                          |                      |                          |
| 122 | 12  | Remorse            | Wyrzuty sumienia                     | Andrew Bernstein                                     | Peter Blake                                              | 25 stycznia 2010     | 25 listopada 2010        |
| Rozpoznanie ostateczne: psychopatia w następstwie choroby Wilsona |     |                    |                                      |                                                      |                                                          |                      |                          |
| 123 | 13  | Moving the Chains  | Coraz bliżej celu                    | David Straiton                                       | Russel Friend, Garrett Lerner                            | 1 lutego 2010        | 2 grudnia 2010           |
| Rozpoznanie ostateczne: zespół paraneoplastyczny w następstwie czerniaka złośliwego |     |                    |                                      |                                                      |                                                          |                      |                          |
| 124 | 14  | 5 to 9             | Od 5 do 21                           | Andrew Bernstein                                     | Thomas L. Moran                                          | 8 lutego 2010        | 9 grudnia 2010           |
| Pełen dramatycznych wydarzeń dzień pracy Lisy Cuddy. Dyrektorka szpitala Princeton Plainsboro finalizuje trudne negocjacje z wielkim towarzystwem ubezpieczeniowym, musząc jednocześnie rozwikłać sprawę malwersacji w aptece, łagodzić spory wśród personelu i przeciwstawiać się dziwacznym pomysłom House’a. Na domiar złego Rachel jest chora, a opiekunka do dziecka nie odbiera telefonu. |     |                    |                                      |                                                      |                                                          |                      |                          |
| 125 | 15  | Private Lives      | Życie osobiste                       | Doris Egan                                           | Sanford Bookstaver                                       | 8 marca 2010         | 16 grudnia 2010          |
| Rozpoznanie ostateczne: choroba Whipple’a |     |                    |                                      |                                                      |                                                          |                      |                          |
| 126 | 16  | Black Hole         | Czarna dziura                        | Lawrence Kaplow                                      | Greg Yaitanes                                            | 15 marca 2010        | 9 grudnia 2010           |
| Rozpoznanie ostateczne: reakcja nadwrażliwości typu późnego na schistosomatozę móżdżku |     |                    |                                      |                                                      |                                                          |                      |                          |
| 127 | 17  | Lockdown           | Pod kluczem                          | Garret Lerner, Russel Friend, Peter Blake, Eli Attie | Hugh Laurie                                              | 12 kwietnia 2010     | 30 grudnia 2010          |
| Cuddy ogłasza całkowitą blokadę szpitala, kiedy z pokoju położnicy ginie dopiero co urodzona córeczka. Kiedy ochroniarze, policja i dyrektorka szpitala prowadzą poszukiwania, pacjenci, goście oraz personel muszą pozostać w miejscach, w których się aktualnie znajdują. Dotyczy to także członków zespołu House’a. Taub i Foreman utknęli w archiwum, Trzynaście i Wilson w kantynie, House w pokoju umierającego pacjenta, a Chase w pustej sali... z Cameron! |     |                    |                                      |                                                      |                                                          |                      |                          |
| 128 | 18  | Knight’s Fall      | Upadek rycerza                       | Juan José Campanella                                 | John C. Kelley                                           | 19 kwietnia 2010     | 13 stycznia 2011         |
| Rozpoznanie ostateczne: nadużycie sterydów anabolicznych przyśpieszone przez zatrucie cykutą |     |                    |                                      |                                                      |                                                          |                      |                          |
| 129 | 19  | Open and Shut      | Otwarcie                             | Greg Yaitanes                                        | Sara Hess, Liz Friedman                                  | 26 kwietnia 2010     | 20 stycznia 2011         |
| Rozpoznanie ostateczne: zapalenie naczyń związane z IgA |     |                    |                                      |                                                      |                                                          |                      |                          |
| 130 | 20  | The Choice         | Wybór                                | Juan José Campanella                                 | David Hoselton                                           | 3 maja 2010          | 27 stycznia 2011         |
| Rozpoznanie ostateczne: malformacja Arnolda-Chariego |     |                    |                                      |                                                      |                                                          |                      |                          |
| 131 | 21  | Baggage            | Bagaż                                | David Straiton                                       | Doris Egan, David Foster                                 | 10 maja 2010         | 3 lutego 2011            |
| House idzie na spotkanie terapeutyczne u doktora Nolana. House opowiada mu o tym, jak spędził ostatni tydzień, który określa jako „zwyczajny”. Gregory wyprowadził się od Wilsona na jego prośbę i zamieszkał w swoim starym mieszkaniu. Spotkał tam Alviego, który sprzedał wiele wartościowych przedmiotów House’a w lombardzie, w tym cenną ponadstuletnią książkę, którą napisał pradziadek Cuddy. House odkupuje przedmioty. Tymczasem ekipa leczy prawniczkę, która straciła pamięć podczas joggingu. Nie pamięta nawet swojego męża, który boi się, że ją utraci. Pacjentka przed kilkoma laty zmieniła swoje życie i postanowiła zapomnieć o starym, między innymi usunęła tatuaż z nogi. Jednak został on w głębszych warstwach skóry i nastąpiło zakażenie, co spowodowało amnezję. Okazuje się, Alvie, portorykańczyk, musi dowieść przed specjalną komisją swojego pochodzenia, ponieważ może zostać deportowany, a jego akt urodzenia spłonął w pożarze ratuszu. On nie stawia się i staje przed sądem. House pokazuje sfałszowane wyniki DNA pokazujące, że jego przyjaciel z psychiatryka pochodzi z Portoryko. W trakcie opowiadania terapeuta zauważa zmiany w relacjach międzyludzkich u Grega. Ten zaś mówi mu, że mimo rocznej terapii nie widzi żadnych zmian i rezygnuje z niej. Rozpoznanie ostateczne: reakcja alergiczna na tusz z tatuażu |     |                    |                                      |                                                      |                                                          |                      |                          |
| 132 | 22  | Help Me            | Pomóżcie mi                          | Greg Yaitanes                                        | Peter Blake, Russell Friend, Garrett Lerner              | 17 maja 2010         | 10 lutego 2011           |
| House oddaje Cuddy książkę jej pradziadka, a następnie jedzie z nią na miejsce wypadku wywołanego przez przewrócenie się dźwigu. Jest tam wielu rannych. Doktor podejrzewa, że powodem nie jest zaśnięcie operatora, lecz choroba neurologiczna i operator staje się pacjentem ekipy House’a. Gregory słyszy głosy pod gruzem. Strażacy jednak stwierdzają, że nikogo tam nie ma, więc lekarz idzie do środka na własną rękę. Odkrywa, że jest tam kobieta o imieniu Hanna z nogą przygniecioną gruzami. Tymczasem badany w szpitalu operator denerwuje się, ponieważ ma klaustrofobię, a jest mu robiony rezonans. Taub twierdzi, że pacjentowi nic nie jest, jednak po badaniu Chase zauważa, że ma on krwotok z nosa i oczu. House wychodzi spod gruzów i kłóci się z Cuddy – twierdzi, że nie układa jej się z Lucasem. Ona zaprzecza i mówi, że zaręczyła się z Lucasem. Wkrótce wraca pod ziemię, wraz z Lisą i strażakiem. Ci proponują amputację, jednak House przeciwstawia się temu. Postanawia wrócić do szpitala, jednak Hanna ma ataki paniki, więc wraca. Niedługo później strażak próbuje uwolnić nogę poduszkami powietrznymi – to pogarsza stan pacjentki. House wychodzi na powierzchnię i odbiera telefon. Dowiaduje się, że dźwigowy ma krwotok podpajęczynkowy. Po kłótni z szefową, Gregory postanawia przeprowadzić amputację u Hanny. W ambulansie okazuje się, że pacjentka dostała zatoru tłuszczowego i umiera, trzymając za dłoń męża. Tymczasem Trzynastka postanawia odejść z pracy. House jest rozdrażniony. Próbuje go uspokoić Foreman, jednak to pogarsza sytuację. House wraca do domu i wyjmuje ze skrytki fiolki Vicodinu. Przychodzi jednak do niego Cuddy i oświadcza, że go kocha. Gregory postanawia nie wracać do nałogu i całuje Cuddy. Rozpoznanie ostateczne: zator tłuszczowy z amputowanej kości (Hannah) i Torbiel pajęczynówki w dolnej części kręgosłupa (Jay) |     |                    |                                      |                                                      |                                                          |                      |                          |

### Seria 7 (2010–2011)
| № | #  | Tytuł                  | Tytuł polski               | Reżyseria          | Scenariusz                                  | Premiera (Fox)       | Premiera w Polsce (TVP2) |
| --- | -- | ---------------------- | -------------------------- | ------------------ | ------------------------------------------- | -------------------- | ------------------------ |
| 133 | 1  | Now What?              | Co teraz                   | Greg Yaitanes      | Doris Egan                                  | 20 września 2010     | 8 września 2011          |
| Rozpoznanie ostateczne: zatrucie jajami ropuchy |    |                        |                            |                    |                                             |                      |                          |
| 134 | 2  | Selfish                | Samolubny                  | Dan Attias         | Eli Attie                                   | 27 września 2010     | 15 września 2011         |
| Rozpoznanie ostateczne: anemia sierpowata |    |                        |                            |                    |                                             |                      |                          |
| 135 | 3  | Unwritten              | Niepisany                  | Greg Yaitanes      | John C. Kelley                              | 4 października 2010  | 22 września 2011         |
| Rozpoznanie ostateczne: jamistość rdzenia |    |                        |                            |                    |                                             |                      |                          |
| 136 | 4  | Massage Therapy        | Masaże lecznicze           | David Straiton     | Peter Blake                                 | 11 października 2010 | 29 września 2011         |
| Do zespołu House’a dołącza dr Kelly Benedict. Pacjentem ekipy zostaje Margaret, która od trzech dni cierpi na silny ból brzucha. Zataiła ona przed lekarzami złamanie żeber. Po zdobyciu jej akt ze szpitala uniwersyteckiego okazuje się, że zmieniała swoje dane osobowe. Opowiada ona, że była bita przez byłego męża, czego nie powiedziała obecnemu by go nie niepokoić. Wstępne hipotezy to: zwłóknienie wątroby, zatrucie ołowiem i legionelloza. Wkrótce jednak Margaret doznaje omamów, a pozostałe objawy znikają. House odkrywa schizofrenię. Tymczasem Gregory kłóci się z Cuddy o korzystanie z masażystki, która wcześniej pełniła u niego rolę prostytutki. W odpowiedzi House posyła do niej masażystę, który również jest związany z branżą seksualną. Lisa stwierdza, że jej partner nie angażuje się całkowicie w związek. Wówczas House przypomina jej, że nie zapoznał się z jej córeczką. Odcinek kończy scena wspólnej kolacji pary, wraz z dzieckiem Cuddy. Rozpoznanie ostateczne: schizofrenia. |    |                        |                            |                    |                                             |                      |                          |
| 137 | 5  | Unplanned Parenthood   | Nieplanowane rodzicielstwo | Greg Yaitanes      | David Foster                                | 18 października 2010 | 6 października 2011      |
| Rozpoznanie ostateczne: czerniak, rak drobnokomórkowy płuc |    |                        |                            |                    |                                             |                      |                          |
| 138 | 6  | Office Politics        | Polityka urzędu            | Sanford Bookstaver | Seth Hoffman                                | 8 listopada 2010     | 13 października 2011     |
| Rozpoznanie ostateczne: wirusowe zapalenie wątroby typu C |    |                        |                            |                    |                                             |                      |                          |
| 139 | 7  | A Pox on our House     | Ospa w naszym domu         | Tucker Gates       | Lawrence Kaplow                             | 15 listopada 2010    | 20 października 2011     |
| Rozpoznanie ostateczne: ospa riketsjowa |    |                        |                            |                    |                                             |                      |                          |
| 140 | 8  | Small Sacrifices       | Małe ofiary                | Greg Yaitanes      | David Hoselton                              | 22 listopada 2010    | 27 października 2011     |
| Rozpoznanie ostateczne: postać Marburga stwardnienia rozsianego |    |                        |                            |                    |                                             |                      |                          |
| 141 | 9  | Larger Than Life       | Większe niż życie          | Miguel Sapochnik   | Sara Hess                                   | 17 stycznia 2011     | 3 listopada 2011         |
| Rozpoznanie ostateczne: ospa wietrzna |    |                        |                            |                    |                                             |                      |                          |
| 142 | 10 | Carrot or Stick        | Kij lub marchewka          | David Straiton     | Liz Friedman                                | 24 stycznia 2011     | 10 listopada 2011        |
| Rozpoznanie ostateczne: porfiria mieszana |    |                        |                            |                    |                                             |                      |                          |
| 143 | 11 | Family Practice        | Rodzinne obrzędy           | Peter Blake        | Miguel Sapochnik                            | 7 lutego 2011        | 17 listopada 2011        |
| Rozpoznanie ostateczne: zatrucie kobaltem z protezy biodra |    |                        |                            |                    |                                             |                      |                          |
| 144 | 12 | You Must Remember This | Musisz to zapamiętać       | David Platt        | Kath Lingenfelter                           | 14 lutego 2011       | 24 listopada 2011        |
| Rozpoznanie ostateczne: zaburzenia obsesyjno-kompulsyjne w następstwie zespołu MacLeoda |    |                        |                            |                    |                                             |                      |                          |
| 145 | 13 | Two Stories            | Dwie historie              | Greg Yaitanes      | Thomas L. Moran                             | 21 lutego 2011       | 1 grudnia 2011           |
| Rozpoznanie ostateczne: reakcja autoimmunologiczna na ziarno groszku, które dostało się do dróg oddechowych |    |                        |                            |                    |                                             |                      |                          |
| 146 | 14 | Recession Proof        | Dowód recesji              | S. J. Clarkson     | John C. Kelley                              | 28 lutego 2011       | 8 grudnia 2011           |
| Rozpoznanie ostateczne: zespół Muckle’a-Wellsa (wrodzona kriopirynopatia (CAPS)) |    |                        |                            |                    |                                             |                      |                          |
| 147 | 15 | Bombshells             | Nalot                      | Greg Yaitanes      | Liz Friedman, Sara Hess                     | 7 marca 2011         | 15 grudnia 2011          |
| Rozpoznanie ostateczne: infekcja gronkowcem |    |                        |                            |                    |                                             |                      |                          |
| 148 | 16 | Out of the Chute       | Bez spadochronu            | Sanford Bookstaver | Lawrence Kaplow, Thomas L. Moran            | 14 marca 2011        | 22 grudnia 2011          |
| Rozpoznanie ostateczne: infekcja powodujące tętniaka grzybiczego na ścianie aorty |    |                        |                            |                    |                                             |                      |                          |
| 149 | 17 | Fall from Grace        | Wypaść z łask              | Tucker Gates       | John C. Kelley                              | 21 marca 2011        | 29 grudnia 2011          |
| Rozpoznanie ostateczne: choroba Refsuma |    |                        |                            |                    |                                             |                      |                          |
| 150 | 18 | The Dig                | Wykopaliska                | Matt Shakman       | David Hoselton, Sara Hess                   | 11 kwietnia 2011     | 5 stycznia 2012          |
| Rozpoznanie ostateczne: patologiczne zbieractwo z powodu poronień w wyniku zespołu Ehlersa-Danlosa |    |                        |                            |                    |                                             |                      |                          |
| 151 | 19 | Last Temptation        | Ostatnie kuszenie          | Tim Southam        | David Foster, Liz Friedman                  | 18 kwietnia 2011     | 12 stycznia 2012         |
| Rozpoznanie ostateczne: mięsak limfatyczny w kości ramienia |    |                        |                            |                    |                                             |                      |                          |
| 152 | 20 | Changes                | Zmiany                     | David Straiton     | Eli Attie, Seth Hoffman                     | 2 maja 2011          | 19 stycznia 2012         |
| Rozpoznanie ostateczne: rak wielotkankowy z komórek omnipotentnych, które rozwinęły w komórki nerwowe i przemieściły po całym ciele w wyniku rozpadu guza |    |                        |                            |                    |                                             |                      |                          |
| 153 | 21 | The Fix                | Naprawa                    | Greg Yaitanes      | Thomas L. Moran, David Shore                | 9 maja 2011          | 26 stycznia 2012         |
| Rozpoznanie ostateczne: zatrucie kantarydyną (kobieta) i nieprawidłowy rozrost nerwów na karku (bokser) |    |                        |                            |                    |                                             |                      |                          |
| 154 | 22 | After Hours            | Po godzinach               | Miguel Sapochnik   | Seth Hoffman, Russel Friend, Garrett Lerner | 16 maja 2011         | 2 lutego 2012            |
| Była przyjaciółka Trzynastki Darrien ucieka z więzienia. Jej wspólnik Andre dźgnął ją nożem dla odwrócenia uwagi policjantów, co uaktywniło z powrotem WZW typu C. Darrien mówi Trzynastce, że nie może pojechać do szpitala, ponieważ policja ją tam znajdzie. Trzynastka przystaje na jej propozycję, więc dzwoni do Chase’a żeby przyniósł aparaturę. Jednak Chase coś podejrzewa i dołącza do leczenia Darrien. Potem sprawy się komplikują i wychodzi na to, że Darrien musi pojechać do szpitala. Trzynastka próbowała nie pozwolić na to i wywiązała się przepychanka między nią a Chase’em. Jednak Chase wygrał walkę i pojechali razem do szpitala. Po wielu godzinach diagnoz Chase odkrywa czerwonkę pełzakowatą. House próbuje lek, który nie przeszedł jeszcze prób bezpieczeństwa. Idzie do doktora, który przetestował lek na szczurach. Okazuje się, że szczury miały guzy, skurcze w nogach i po trzech dniach umierały. House robi prześwietlenie nogi i znalazł trzy guzy w nodze. Postanawia zrobić sobie samemu operację. Udało mu się pozbyć jednego guza, ale z pozostałymi jest trudniej. Dzwoni do wszystkich znajomych lekarzy od Wilsona po Tauba, aż dzwoni do Cuddy. House zgodził się na zawiezienie do szpitala. Rozpoznanie ostateczne: czerwonka pełzakowata (Darrien) |    |                        |                            |                    |                                             |                      |                          |
| 155 | 23 | Moving On              | Do przodu                  | Greg Yaitanes      | Katherine Lingenfelter, Peter Blake         | 23 maja 2011         | 9 lutego 2012            |
| Rozpoznanie ostateczne: ziarniniak Wegenera |    |                        |                            |                    |                                             |                      |                          |

### Seria 8 (2011–2012)
UWAGA: Kanadyjska data emisji w Global Television Network jest używana od czasu premiery 14. odcinka serii 8 w Kanadzie na trzy tygodnie przed premierą w Stanach Zjednoczonych. Fox przełożył odcinek z powodu trzydziestogodzinnego opóźnienia pogodowego związanego z imprezą sportów motorowych Daytona 500, która odbyła się 26 lutego 2012 r. z 13:00 (UTC-5) na 19:00 w dniu 27 lutego 2012 r.  Z wyjątkiem serii 8, odcinka 14, daty premiery Fox i Global były takie same.
| № | #  | Tytuł               | Reżyseria          | Scenariusz                                  | Premiera (Global)    | Premiera w Polsce (TVP2) |
| --- | -- | ------------------- | ------------------ | ------------------------------------------- | -------------------- | ------------------------ |
| 156 | 1  | Twenty Vicodin      | Greg Yaitaness     | Peter Blake                                 | 3 października 2011  | 7 marca 2013             |
| Rozpoznanie ostateczne: mastocytoza |    |                     |                    |                                             |                      |                          |
| 157 | 2  | Transplant          | Dan Attias         | David Foster, Liz Friedman                  | 10 października 2011 | 7 marca 2013             |
| Rozpoznanie ostateczne: eozynofilowe zapalenie płuc                                                                                        |    |                     |                    |                                             |                      |                          |
| 158 | 3  | Charity Case        | Greg Yaitanes      | Sara Hess                                   | 17 października 2011 | 14 marca 2013            |
| Rozpoznanie ostateczne: choroba Plummera                                                                                                   |    |                     |                    |                                             |                      |                          |
| 159 | 4  | Risky Business      | Sanford Bookstaver | Seth Hoffman                                | 31 października 2011 | 14 marca 2013            |
| Rozpoznanie ostateczne: zespół nadlepkości w następstwie reumatoidalnego zapalenia stawów                                                  |    |                     |                    |                                             |                      |                          |
| 160 | 5  | The Confession      | Kate Woods         | John C. Kelley                              | 7 listopada 2011     | 21 marca 2013            |
| Rozpoznanie ostateczne: choroba Kawasakiego                                                                                                |    |                     |                    |                                             |                      |                          |
| 161 | 6  | Parents             | Greg Yaitanes      | Eli Attie                                   | 14 listopada 2011    | 21 marca 2013            |
| Rozpoznanie ostateczne: syfilis |    |                     |                    |                                             |                      |                          |
| 162 | 7  | Dead and Buried     | Miguel Sapochnik   | David Hoselton                              | 21 listopada 2011    | 28 marca 2013            |
| Rozpoznanie ostateczne: rak kosmówki i zaburzenie dysocjacyjne tożsamości (Iris) i zespół Alporta (chłopiec)                               |    |                     |                    |                                             |                      |                          |
| 163 | 8  | Perils of Paranoia  | David Straiton     | Thomas L. Moran                             | 28 listopada 2011    | 28 marca 2013            |
| Rozpoznanie ostateczne: błonica |    |                     |                    |                                             |                      |                          |
| 164 | 9  | Better Half         | Greg Yaitanes      | Kath Lingenfelter                           | 23 stycznia 2012     | 4 kwietnia 2013          |
| Rozpoznanie ostateczne: zespół Reye’a |    |                     |                    |                                             |                      |                          |
| 165 | 10 | Runaways            | Sanford Bookstaver | David Shore, Marqui Jackson                 | 30 stycznia 2012     | 4 kwietnia 2013          |
| Rozpoznanie ostateczne: glistnica |    |                     |                    |                                             |                      |                          |
| 166 | 11 | Nobody’s Fault      | Greg Yaitanes      | Russel Friend, Garrett Lerner, David Foster | 6 lutego 2012        | 11 kwietnia 2013         |
| Rozpoznanie ostateczne: zespół ostrego rozpadu guza i psychoza wywołana przez sterydy anaboliczne                                          |    |                     |                    |                                             |                      |                          |
| 167 | 12 | Chase               | Matt Shakman       | Peter Blake, Eli Attie                      | 13 lutego 2012       | 11 kwietnia 2013         |
| Rozpoznanie ostateczne: olbrzymiokomórkowe zapalenie tętnic                                                                                |    |                     |                    |                                             |                      |                          |
| 168 | 13 | Man of the House    | Colin Bucksey      | Sara Hess, Liz Friedman                     | 20 lutego 2012       | 18 kwietnia 2013         |
| Rozpoznanie ostateczne: bezobjawowe zapalenie tarczycy w następstwie autoimmunologicznego zespołu niedoczynności wielogruczołowej typu III |    |                     |                    |                                             |                      |                          |
| 169 | 14 | Love Is Blind       | Tim Southam        | John C. Kelley                              | 27 lutego 2012       | 18 kwietnia 2013         |
| Rozpoznanie ostateczne: mukormykoza |    |                     |                    |                                             |                      |                          |
| 170 | 15 | Blowing the Whistle | Julian Higgins     | David Shore, Peter Blake, Eli Attie         | 2 kwietnia 2012      | 25 kwietnia 2013         |
| Rozpoznanie ostateczne: tyfus |    |                     |                    |                                             |                      |                          |
| 171 | 16 | Gut Check           | Miguel Sapochnik   | Jamie Conway, David Hoselton                | 9 kwietnia 2012      | 25 kwietnia 2013         |
| Rozpoznanie ostateczne: zespół Millera Fishera                                                                                             |    |                     |                    |                                             |                      |                          |
| 172 | 17 | We Need the Eggs    | David Straiton     | Peter Blake, Sara Hess                      | 16 kwietnia 2012     | 2 maja 2013              |
| Rozpoznanie ostateczne: neglerioza |    |                     |                    |                                             |                      |                          |
| 173 | 18 | Body, Soul          | Stefan Schwartz    | Dustin Paddock                              | 23 kwietnia 2012     | 2 maja 2013              |
| Rozpoznanie ostateczne: przetrwały przewód tętniczy                                                                                        |    |                     |                    |                                             |                      |                          |
| 174 | 19 | The C-Word          | Hugh Laurie        | John C. Kelley, Marqui Jackson              | 30 kwietnia 2012     | 9 maja 2013              |
| Rozpoznanie ostateczne: śluzak przedsionka                                                                                                 |    |                     |                    |                                             |                      |                          |
| 175 | 20 | Post Mortem         | Peter Weller       | Kath Lingenfelter, David Hoselton           | 7 maja 2012          | 9 maja 2013              |
| Rozpoznanie ostateczne: niedoczynność tarczycy wywołana przez przewlekłe stosowanie kofeiny i triklosanu                                   |    |                     |                    |                                             |                      |                          |
| 176 | 21 | Holding On          | Miguel Sapochnik   | David Foster, Russel Friend, Garrett Lerner | 14 maja 2012         | 16 maja 2013             |
| Rozpoznanie ostateczne: przetrwały przewód strzemiączkowy                                                                                  |    |                     |                    |                                             |                      |                          |
| 177 | 22 | Everybody Dies      | David Shore        | David Shore, Peter Blake, Eli Attie         | 21 maja 2012         | 16 maja 2013             |
| Rozpoznanie ostateczne: reakcja autoimmunologiczna na kawałek gałęzi, który dostał się do dróg oddechowych                                 |    |                     |                    |                                             |                      |                          |

## Wydania DVD
| Seria | Seria | Wydanie DVD      | Wydanie DVD | Wydanie DVD          | Wydanie DVD | Wydanie DVD          | Wydanie DVD |
| Seria | Seria | Region 1         | Region 1    | Region 2             | Region 2    | Region 4             | Region 4    |
| Seria | Seria | Data             | Płyt        | Data                 | Płyt        | Data                 | Płyt        |
| ----- | ----- | ---------------- | ----------- | -------------------- | ----------- | -------------------- | ----------- |
|       | 1     | 30 sierpnia 2005 | 3           | 27 lutego 2006       | 5           | 12 lipca 2006        | 6           |
|       | 2     | 22 sierpnia 2006 | 6           | 23 października 2006 | 6           | 25 października 2006 | 6           |
|       | 3     | 21 sierpnia 2007 | 5           | 19 listopada 2007    | 5           | 19 września 2007     | 6           |
|       | 4     | 19 sierpnia 2008 | 4           | 27 października 2008 | 4           | 20 sierpnia 2008     | 4           |
|       | 5     | 26 sierpnia 2009 | 5           | 5 października 2009  | 5           | 30 października 2009 | 6           |